# ファイブスター物語
『ファイブスター物語』（ファイブ・スター・ストーリーズ、英字表記：The Five Star Stories、略称：FSS）は、永野護による日本の漫画作品。ジャンルはSF（サイエンス・フィクション）に分類されるが、永野自身は「おとぎ話」であると公言しており、欧米で言うサイエンス・ファンタジーにあたる。角川書店発行のアニメ雑誌『月刊ニュータイプ』1986年4月号から、休載を何度か挟んで連載されている。また、1989年には第1話を基にした劇場用アニメーション映画が作られている。今までに単行本を累計850万部売り上げている。
『月刊ニュータイプ』2013年5月号より再開された連載から急激に、従来設定の一部破棄を伴う大幅な設定変更・追加等が行われているが、そうなった背景および全貌が明らかにされた状態ではない。そのため、本記事及びその子記事においては原則として2004年以前の設定（以下旧設定）をベースとしつつ、2013年以降の設定（以下新設定）について可能な限り注記するものとする。

## 作品概要
4つの恒星で構成されている「ジョーカー太陽星団」が物語の舞台となっている。科学文明がその頂点を極め緩やかに衰退を始めている世界で、光の神・天照（アマテラス）とその妻である人工生命体ファティマ・ラキシス、そしてファティマと共に最強の戦闘兵器（旧設定ではモーターヘッド（MH）、新設定ではゴティックメード（GTM））を駆る戦闘人間ヘッドライナー（騎士）たちの、数千年に及ぶ光と影の歴史が描かれていく。
本作の特異的な点は、作品の年表が連載開始時以前より公開されていることである。何世代にも亘る人々の歴史が記されたその年表の存在により、読者はどのような出来事が起こるかを予め理解して物語を俯瞰することとなる。本編の展開は第1話から時間の流れに従って進められているが、所々に読者に印象付けるまたは重要な伏線として過去や未来の場面が挿入される。例えば物語は第1部のエンディング部分から始まり、再び第1話の冒頭に戻りエンディングに向かって物語は進んでいく。
しかし年表（作中では「星団史」「星団歴」と呼ばれる）が明らかになっていても、登場人物がどのように生きたかまでは記述されていない。本作品は、歴史の表舞台や裏舞台を描くことにより、歴史の詳細が明らかになっていき、それらをつまびらかにしながら歴史という物語を動かし、世界の姿を再構築して提示する手法を取っているが、この手法（年表と本編との存在）は、『スター・ウォーズ』の先行公開された原作とそれを元に製作される映画と同様の関係であると作者自身が語っている。
ただし、本作の場合、それまでの年表をはじめとした設定を修正することが度々行われていて、当初の作品コンセプトとは矛盾が生じている。さらに、9年間の休載を挟んだ2013年の連載再開時の設定大幅変更（新設定）では、年表に留まらず、登場ロボットの全てや（MHからGTMへ）、作品世界固有の用語、その他、作品世界の設定が大きく変更されるに至った。
神道や神話的な意味合いでの「神」や「悪魔」が作品に登場している。

### 作品登場の背景
本作品の著者である永野護は、テレビアニメ『重戦機エルガイム』で主にキャラクターデザイン・メカニックデザインを担当していた。デザインを練る上で永野は、作品上には出ない背景となる設定などの創作も行っていた。これらが後に角川書店から出版された『重戦機エルガイム』のムックにて、登場人物やメカニックの設定として公開したことからこの作品の企画が始まる。その背景設定「The Five Star Stories」は、歴史年表と数々の設定・多数のイメージボードなどで構成されている。
『エルガイム』の放送は1985年春に終了した。永野と角川書店は「The Five Star Stories」の漫画化を構想したが、永野は漫画家としてのブランクがあった為、とりあえずは習作を連載することから始めた（厳密には永野は学生時代からSF系同人誌にて、既にSF漫画を描く等の活動をしており、サンライズ所属のメカデザイナーとして活動を始めたのは、その後になる）。
角川書店が創刊したアニメ雑誌『月刊ニュータイプ』の創刊号である1985年4月号から連載された『フール・フォー・ザ・シティ』（『FOOL for THE CITY』、略称『FFC』）である。『FFC』は永野の趣味のロックを題材とし、自分の中で暖めていたキャラクター群を用い、独特の作画・題材・切り口により人気を博した。『FFC』の終了とともに次回作として1986年4月号より『ファイブスター物語』の連載が開始された。なお、『FFC』の登場人物が『ファイブスター物語』の年表に登場しているなど、両作は世界を同じくしている。
もともと永野は、音楽のみならずファッション・兵器・自動車・バイクなどの造形やデザイン面など様々な分野に造詣が深く、『エルガイム』放送当時からそのメカニックデザインはファンの注目を集めていた。そして連載第1話において、本作品の魅力の一つである全高十数メートルの巨大なロボット「モーターヘッド（MH）」が対峙する姿をあおりにより見開きページに収めた。これは『ゴジラ』に連なる怪獣映画をオマージュして描かれている。また『フール・フォー・ザ・シティ』に引き続き、作者の嗜好によりMHや登場人物の名前はバンド名や音楽機材に由来するものが多い（たとえばMH「サイレン」の名はロキシー・ミュージックの5枚目のアルバムに由来するなど）。
以来本作品は様々な理由で休載を挟むも続行中であり、近年は作者がアニメーション作品『花の詩女 ゴティックメード』（略称GTM）を製作するとして2004年12月号をもって休載していたが、GTMは2012年11月1日に全国劇場公開を果たした。永野は設定資料集『F.S.S.DESIGNS』第1巻（2005年刊行）のあとがきにおいて、単行本にして第20巻に相当する部分までのストーリーとデザインは構想済みであり、『F.S.S.DESIGNS』第4巻の発刊と同時に本編の連載再開を予告していた（現在は既刊3巻）。単行本は2021年10月時点で第16巻まで刊行されている。
『月刊ニュータイプ』2013年5月号から本編の連載が9年ぶりに再開された。物語の筋は休載前からの引き続きだったが、モーターヘッドがゴティックメードに差し変わるなどのデザイン・名称・設定の大改変がなされている。それらの最新デザインが収録される『F.S.S.DESIGNS』第4巻の発刊は2013年秋と発表された。なお、連載が再開された『ニュータイプ』2013年5月号は3日で完売し、重版に至った。
連載時の扉絵や別の特集記事で設定の補足や変更を伝えたりしているが、設定やデザイン画は資料集に掲載されることが多い。扉絵を除いた連載本編が一回12ページから15ページ（10ページ程度になることも多く、すえぞうなどコマを食うキャラが出ると話が進まない）なため、単行本が出るまでには1年から3年程度かかる。単行本自体も原稿を編集しており、描き直しのみならず、描き足しなども多い。特に連載時にはその場のノリで話を掘り下げすぎた場合も多く、そういったシーンは修正されている（後に刊行したリブートには再掲載されている）。

## ストーリー
クラウン大銀河に存在する4つの恒星系（イースター、ウェスタ、サザンド、ノウズ）と長大軌道を持つスタント遊星により構成されるジョーカー太陽星団が、この物語『ファイブスター物語』の主な舞台である。星団には極めて発達しつつも緩やかに衰退を始めている人類文明が存在している。
かつてはダイバー（魔導師）パワーを持つハイブレンと強力な遺伝操作で作られた純血の騎士（シバレース）たちの力で全星団を支配したファロスディー・カナーン超帝國の統治下にあったが、超帝國9代皇帝炎の女皇帝（ナ・イ・ン）がモナーク・セイクリッドという世界の真理を求めて星団を去った。強大な女皇帝が去ったことにより超帝國は分裂する。最も遅く誕生した超帝國のシバレースネッド・スバースは太陽王国で眠りについていたが、カラミティ星の重産業都市国家スパチュラのヨー・タイインが超帝國を再建すべく、追放された暴君ディー・カッツェー皇帝と手を組もうとしていた。スバースはタイインの圧政から力なき民を守り、超帝國復活を阻止しようと孤軍奮闘していたが、パートナーのバーシャを喪い、タイインのハイブレンに抗うことが出来ず軍門に屈する。だが、スタント遊星と共に帰還したナ・イ・ンがスパチュラを一夜で滅ぼし、スバースは命を救われ後世に血を遺すようドウターチップとともに天照家の始祖レディオス・フォーカスライトに預けられる。また新たな時代に相応しい名としてナッカンドラ・スバースの名を授かる。後世、復活を遂げたスバースの遺伝子がファティマたちの素となり、スバースの子孫としてデューク・ビザンチン、デイモス・ハイアラキ、慧茄・ダイ・グ・フィルモア、マドラ・モイライといった名だたる剣聖たちとソープの親友として物語を彩るボード・ビュラードが現れる。
分裂し混迷を極めるジョーカーにおいて国家間紛争の切り札となるのが、人型の巨大ロボット（旧設定ではモーターヘッド（MH）、新設定ではゴティックメード (GTM)）である。超帝国の純血の騎士たちが用いたMM（マシン・メサイア）から派生したこの兵器は、騎士の遺伝子を受け継ぐことで超人的な戦闘能力をもつヘッドライナーたち（人々には「騎士」と呼ばれる）のみが操ることができるものであり、騎士の戦術をサポートする人造生命体で生体演算装置が「ファティマ」である。
そのジョーカー星団史において、人類を遥かに凌駕する存在が登場する。ダイバーズ・パラ・ギルド（魔導師協会）の長にしてグリース王国を支配する天照家の女当主アマテラスのミコトが処女生殖により世継ぎとなる男子を産み落とす。その子こそが本作の主人公アマテラスのミカド（天照帝。幼名であり異名がレディオス・ソープ）である。成長した彼は星団随一の美貌と頭脳、財力と長寿を誇り数々の神技を持つ「光の神」としてジョーカーに君臨。やがてデルタ・ベルンを中心に支配域を広め、連合国家AKD（アマテラス・キングダムス・ディメンス）を形成し、その象徴としてフロートテンプル（空中宮殿）を造営する。だが、アマテラスは生まれつき感情がなく、すべては母ミコトの教えを忠実に模倣したに過ぎなかった。ミコトと最初の妻メルクール・リトラーの死後もアマテラスは彼女たちを幽霊として現世に繋ぎ止め、彼女たちを頼る不完全な神であった。
やがてソープは一人の科学者と知り合う。その人物こそは数々の高名な学者を輩出したバランス一族の裔にして星団一の頭脳と謳われるファティママイト（新設定ガーランド）のクローム・バランシェだった。バランシェは「不可解の象徴」たるアマテラスを終生の研究対象と認め、ソープもまたバランシェを無二の親友と思うようになる。バランシェはGTMをコントロールするために産み出されては殺されていくファティマたちに無限の可能性を求め、独立後に最初に手がけたクーンを皮切りに革新的なファティマたちを世に送り出す。ソープはバランシェの娘たちが成長していく様を見届け、可憐で純情な彼女たちを戦争の道具とせず、いずれはファティマなしで稼働するGTMを作ることを心に誓う。だが、バランシェの44番目の娘ラキシスはソープの孤独を想い、永劫の刻を生きるアマテラスの伴侶たるべく自ら過酷な運命を背負うことを父に望む。バランシェはアマテラスを研究する過程で得た全ての知識をラキシスに注ぎ込んだ。こうしてYY（ダブルイプシロン）と呼ばれるもう一つの超常生命体がジョーカーに誕生する。
アドラー星バストーニュで開かれるお披露目を前に、運命の三姉妹と呼ばれる三人のファティマが相次いで成人する。長姉アトロポスは父と父が自らに課した運命を呪って姿を消し、ラキシスと末の妹、クローソーがお披露目に出ることになり、バランシェは秘密を抱えた二人の娘をソープに託すが、二人は領主のもとに囚われる。そんな中、ソープはボード・ヴュラードという脳天気な騎士と知り合う。彼の正体はトラン連邦の大統領ミッション・ルースだった。ソープがバストーニュに到着して間もなくクローソーもまた逃亡し、バランシェの親友モラード・カーバイトを頼ろうとするが、道に迷い襲われそうになったところをジュノーの大国コーラス王朝の現当主コーラス3世（コーラス23世）に助けられる。3世の後裔でいずれ星団史に登場するコーラス6世（コーラス26世）を真のマスターと想うクローソーは3世の庇護に入ることを望むが、その際ソープに彼女の姉ラキシスがソープを変わらずに想い続け、待ち続けていると知らせる。ラキシスのお披露目に際して迷い悩んだ末にソープはラキシスをパートナーとすることを選び、彼女が望んだ黄金のMHナイトオブゴールド（KOG、新設定GTMマグナパレス）で追跡者を排除する。こうして星団史に名だたる「最強バカップル」アマテラスとラキシスのコンビが結成された。だが、ソープはラキシスの持つ超常の力についてはなにも理解しておらず、また正式な伴侶と認めたわけではなかった。
アマテラスは「来たるべき日」に備え、剣聖デイモス・ハイアラキの協力でアマテラス個人に忠誠を誓うミラージュ騎士団を創設し、自身の手でミラージュマシンを作り上げていく。アイシャ・コーダンテ、F・U・ログナーといったAKD王族関係者から星団中のお尋ね者、凶状持ちの王族までソープは人脈と情報を駆使してありとあらゆる人材を集める。その真の狙いは戦争根絶のための星団統一にあった。
一方、バランシェはKOGに乗れば誰も太刀打ち不可能なアマテラスとラキシスのコンビに対する抑止力としてクローソーを星団最強のファティマとして作り上げていた。クローソーはそんな過酷な運命を拒否していたが、コーラスが隣国ハグータとの戦火に見舞われ、3世のパートナーウリクルが死に、3世が作り上げようとしていたジュノーン（新設定GTMSR4ジ・エンドレス）の開発が頓挫した後にソープの手でレイト・ジュノーンとして生まれ変わり、3世がフィルモアの騎士ラルゴ・ケンタウリに殺害されたことで、力の片鱗を発揮。主不在の状況で、ラルゴ・ケンタウリが操る星団屈強のMHサイレン及び、ブルーノ・カンツィアン達が操るサイレンベースのブーレイを撃破する。だが、クローソーはコーラス6世を待つため眠りについた。
舞台はかわって星団において唯一国家の存在が許されずドラゴン（新設定セントリー）の支配する領域であるカステポーにおいて物語が展開する。クバルカン法国の枢機卿ミューズ・ヴァン・レイバックはパートナーの静と共にカステポーに降り立つ。ミューズは知人のボードから聞き知った酒場を探し求めるうち、女たらしの放蕩貴族ヒューア・フォン・ヒッター子爵と知り合う。ヒッターの正体は星団を股に掛ける剣聖ダグラス・カイエンその人だった。カイエンはパートナーのアウクソーを事故で死なせ、バランシェの弟子プリズム・コークスに蘇生の僅かな望みを託す。そんなときツァイハイの鉱山で用心棒をしている女騎士ATと遭遇し、不覚をとる。やがてカイエンの追っ手が鉱山に現れ窮地に陥る。ATの正体が行方不明のアトロポスと知ったカイエンは彼女とともにシュペルター（新設定GTMデムザンバラ）で追っ手を打ち払う。ATが保護していた少女ミースを預かったカイエンは人々の前から姿を消す彼女を見送った。巷では「壊し屋」と呼ばれる謎のGTMが猛威を振るい、多くの騎士、ファティマをその手にかけていた。同じ頃、カステポーを訪れていたアイシャはミューズと偶然知り合い、彼と一夜を共にする。カイエンとミューズは「壊し屋」を追ううちサンダードラゴン（新設定セントリーブラウ・ブリッツ）と遭遇する。非道に憤る雷のブリッツに対し、静は自分たちが事態を解決すると約束。一方、アイシャは女忍者巴に正体を知られ、パートナーのアレクトーを人質に取られてしまう。アイシャは「壊し屋」ことメヨーヨ朝廷の新型MHアシュラ・テンプル（新設定GTMホウライ）に挑むがMHの不調により敗北。アイシャの窮地を知ったミューズは機密兵器破烈の人形を用いて「壊し屋」を葬るが、メヨーヨの空中戦艦に破烈の人形のデータを取られてしまう。そのとき、雷のブリッツが出現し、空中戦艦を一撃のもとに葬った。アイシャは雷のブリッツからアマテラスへの伝言を授かる。ミューズは機密兵器の無断使用による処分を覚悟するが、アマテラスやカイエンの尽力により不問に付される。また蘇生したアウクソーを再びパートナーとしたカイエンはミースをバランシェに預ける。バランシェの養女となった彼女はやがてファティマガーランドミース・シルバー・バランシェとして星団史にその名を刻むことになる。
アマテラスはセントリーの伝言を受け取り、単身カステポーへと赴く。消滅を迎えるLEDドラゴン（セントリーライブ・コントローラー）の最期に立ち会うためだった。だが、アマテラスはセントリーの持つ「命の水」を求める小国シーブルの老ダイバーディ・バローの雇った傭兵アーレン・ブラフォードに殺害される。本来、死なないはずのアマテラスだが蘇生の力が機能しない。アマテラスの力が失われたことでフロートテンプルでは大混乱が生じ、天照家元王族のサリオン率いるミラージュ騎士団の左翼大隊が王朝動乱を決行し、ラキシス殺害を企てる。右翼大隊の主要メンバーが不在のミラージュはルン、ハインドを中心に抵抗するが劣勢に立たされる。左翼大隊最強の騎士シャフトとミラージュダイバーでも屈指の実力を持つズームがラキシスに迫る。だが、ラキシスは様々な技を駆使して二人を圧倒。また、老臣ダグエラン・ルスが自らの一存でカイエンを呼び寄せていたため事態はおおむね収束する。同じ頃、アイシャのもとにも彼女のカステポーでの敗戦に憤るティン・バイアが迫っていた。アイシャは激闘の末にどうにかティンを倒し、アマテラスの所在を聞き出す。アマテラスの危機を悟ったラキシスはアマテラスの建造した巨大MHヤクト・ミラージュ（新設定GTM天照家J型駆逐戦闘兵器リョクタイ）を起動し、シャフトを派遣。またルンもカイエンから預かったデムザンバラと共にカステポーに向かう。その頃、アマテラスはセントリーの幼生と遭遇し、命の水の力で蘇生していた。幼生にすえぞうと名付けたアマテラスはライブ・コントローラーの最期の言葉を聞く。無力なアマテラスはシーブル兵に襲われていたところをアトロポスに助けられるが、やがて追っ手としてブラフォードが二人と一匹に迫り、アトロポスはオージェ・アルスキュルで一人ブラフォードに立ち向かう。ブラフォードのパートナー京はオージェの力と相手がアトロポスであることを理解した上で極限の戦いを展開しオージェを倒すが、その代償として精神崩壊寸前の状態に陥る。一時的に追跡を逃れたアマテラスたちだったがシーブル軍の探索は続いていた。ようやくAKD軍がカステポーに到着して軍を展開し、シーブル軍との交戦が始まる。不慣れな新兵が多く、非常招集により本来の実力からほど遠いAKD軍は苦戦。AKDの正規騎士団ゴーズもバローの雇った傭兵騎士団パイドパイパーに圧倒される。その劣勢にまずアイシャのテロル・ミラージュ（新設定ハウファ・ブリンガー）が加勢、続いてルンのデムザンバラ、最後にシャフトのリョクタイが参戦し、形勢は一気に逆転する。リョクタイに呆気なく敗北し、激怒したバローから解雇された失意のブラフォードはアマテラスと遭遇し、説得を受けてアマテラスに剣を捧げミラージュ騎士となる。命の水を守るよう命じられたブラフォードだがすんでのところで命の水はバローの手に落ちる。だが、バローは何者かに消滅させられ、その人物はシャフトをその手に掛けていずこかへと消える。こうして命の水を巡る攻防は幕を閉じるがそれは新たな物語の幕開けに過ぎなかった。アトロポスはアマテラスからA-T・ライムの騎士籍を与えられ、すえぞうと共に放浪生活を送ることになる。
星団には重大な危機が迫りつつあった。多くの人類が居住し、フィルモア帝国やクバルカン法国が支配するカラミティ星には消滅の危機が訪れようとしていた。また、もう一つの超帝國の遺産であり、ハイブレンの末裔という純血のダイバーボスヤスフォートは、かつてダイバーズ・パラ・ギルド盟主の座を巡ってミコトと少年時代のソープに戦いを挑み、ソープの「次元回廊」に完敗を喫したが、ダイバーたちの精神の片隅に潜んでじっと機会を伺っていた。「命の水」を手に入れたボスヤスフォートは復活を遂げ、それを追跡するAKDは多数の犠牲者を出す。そんな暗闘に不覚にも足を踏み入れてしまったハスハの騎士ヤーボ・ビートもまたカイエンとの間に誕生した二人の幼子を残して殺害される。カイエンはその事への自戒から長き放浪の人生に終止符を打ちハスハAP騎士団長に就任。また若く才ある騎士を見出すため数々の手合いを受け、天位を与えてゆく。ダイ・グとノルガン・ジークボゥ、ナイアス・ブリュンヒルデ、ジャコー・クォン・ハッシュ、クリスティン・Vとママドア・ユーゾッタ。カイエンの負わせた疵を“教え”として体に刻んだ若き騎士たちは魔導大戦に様々な形で参戦していくことになる。
ボスヤスフォートはソロのダイバーたちをまとめボォス星にバッハトマ魔法帝国を築き上げる。前黒騎士ロードス公をその手にかけ、エストに選ばれた黒騎士デコース・ワイズメル、AKDのパラ・ギルドと敵対するユーコン財団の会長ビューティー・ペールを同志に迎えたボスヤスフォートは挑発と威力偵察のためフロートテンプルを襲撃。星団会議出席のため不在のアマテラスにかわりサリオンが指揮を執り、ラキシスはスペクターの力で隠される。アマテラスの分身（エイリアス）メル・リンスの参戦とオービットやログナーといったミラージュ騎士の犠牲でどうにかボスヤスフォートを退ける。この事件を契機に戸籍を剥奪されていたサリオンは斑鳩皇子として天照家の皇位継承者に復帰し、戦死し再生に入ったログナーにかわりミラージュ騎士団の司令となる。ボスヤスフォートはアマテラスが表立って動かないことを確認するや各国を扇動して枢軸軍を形勢、超帝国から様々な伝統を受け継ぐアトール聖導王朝を内在させるボォス星の大国ハスハ連合王国を侵略。カイエンと聖導王朝の女帝（現設定詩女）ムグミカ・ラオ・コレット（ムグミカ・アトール）を殺害。カイエンとヤーボの子である次代の詩女マグダルは二人の危機を察知してボスヤスフォートに挑むが返り討ちで脳に損傷を負う。だが、カイエンとムグミカの「血の召喚」（マジェスティック・スタンド）に応じたナ・イ・ンが出現して首都ベイジを炎に焼き、ボスヤスフォートは左腕を焼かれるも難を逃れる。こうして衝撃的な出来事から始まった魔導大戦は、戦災のどさくさで各地を支配下に置き、いずれ避難地として自国民を定住させようという思惑を抱くフィルモア、クバルカンといった大国や領土拡大を狙う様々な国家、分裂して独立の構えを見せるハスハ各領の思惑を孕み、戦火を拡大させてゆく。フィルモア皇帝ダイ・グ・フィルモア・5世は自らの過酷な選択に苦悩しつつ、凶状持ちのハイランダークリスティン・Vを従えて聖宮ラーンに入り現詩女フンフトの協力を取り付ける。なお、ハスハは連合王国の体制が崩壊したことから、各領が事実上独立して動くことになりながらもかろうじて連合勢力を保ち、大陸名をとって「ミノグシア連合」と呼ばれるようになる。対してバッハトマを中心とした勢力は、ミノグシア連合側からは「枢軸」と呼ばれる。
その一方、コーラスの王族メロディ家の元王女アルル・フォルテシモが剣聖ハリコンの用いたコーラスの旗機エンゲージSR1（新設定GTMハイレオンSR1）を持ち出し、流浪の末にミノグシアの傭兵になっていた。それに激怒した3世の娘セイレイは個人的動機でアルルの命を狙う。セイレイの暴走に歯止めをかけるため、コーラスはボードの実の妹でハイアラキの最後の弟子であるマロリー・ハイアラキを送り込む。こうして後に暴風三王女と称されるコーラスの三王女がミノグシアに介すこととなる。
AKD勢もミノグシアの混乱に黙っていられなかった。フロートテンプル襲撃での遺恨を忘れられぬミラージュの騎士ランドアンド・スパコーンは単身ミノグシアに入り、昏睡状態のマグダルと彼女を護る騎士ヘアード・グローバーを保護する。ランドはヘアードの覚悟を目の当たりにし、ミラージュを退団してミノグシアの騎士になることを望むようになるが、全てを見透かすアマテラスから「休暇」を貰い正式に参戦。また、「カステポーの黒き女神」バーシャに鍛えられたヨーン・バインツェルは黒騎士デコースのパートナーとなった彼女（エスト）を取り戻すためデコースを倒そうとしてアイシャの力を借り、ミラージュの騎士となる。そのヨーンを心配してアイシャの妹で天照家の皇女ワスチャ・コーダンテも「微力」ながら参戦する。また斑鳩に議会運営という厄介事を押しつけたソープもまたラキシスとともにミノグシアに入っていた。
デコースは、連戦で酷使したGTMダッカス・ザ・ブラックナイトをオーバーホールに出し、エストにもメンテナンスを兼ねた休暇を与える。彼女はミースの屋敷を訪ねた。そこにはカイエンを失ったアウクソーや何年もある騎士を探し求めるビルドなどのファティマがおり、ミースの他にモラード、桜子、コークス、ジンクといったAFガーランドが期せずして集まる形になっていた。さらに、カリギュラのGTMガーランド兼騎士のエルディアイ・ツバンツヒが現れる。モラードはツバンツヒと言葉を交わす。モラードは詩女ムグミカから預言をされ、蒼いセントリー「雷のブリッツ」の幼生ショウメが間もなく生まれるので、それがもたらす「命の水」を使ってセントリーのファティマ「タワー」を生み出すように言われたのだ。
ソープとラキシスの二人は北部ミノグシア最前線である小国ベラに現れた。そこを守るナルミ・アイデルマの率いるAP騎士団ツラック隊を援助し、GTMバーガ・ハリKKの稼働率をV字回復させる。また、ソープの策で戦況をマスコミに流し、ミノグシア中の注目を集めて人材と資材の確保を図った。さらに、アマテラスの謎を探るツバンツヒがミースからの連絡を直接持参した上で傭兵として加わり、騎士を廃業していたワンダン・ハレーも、ナルミの一喝やビルドの言葉によって気力を取り戻して復帰。こうしてツラック隊は戦力が次第に充実していく。さすがに捨て置けなくなった枢軸側は300騎近いGTMを集めた同盟軍で一気に攻略を図る。4倍近い戦力差を跳ね返すために地形を利用して迎え撃つツラック隊。GTM戦闘はバランシェ・ファティマのマドリガル・オペレッタとモラード・ファティマのビルドとの間での激烈な電子戦となった。セイレイ王女のコーラス勢がツラック隊に加勢すべく乱入して戦場を引っ掻き回すものの、枢軸側の真の目的は隊長であるナルミを討ち取ることにあり、GTMデムザンバラを駆るデコースの部下ジィッドがナルミを窮地に追い込む。だが、コーラス勢支援の名目で戦場に入っていたアイシャの駆る極秘GTMフォクスライヒバイテ フルトリム・ブリンガーによってジィッドは撃退され、作戦の失敗を悟った枢軸側は潮が引くように撤退。ベラは守られた。
ベラ戦後は、各国とも失われたGTMとファティマの補充に追われることとなり、ミノグシアは一旦小康状態となる。ヨーンはノルガン・ジークボゥを亡き者にしようとするフィルモアの暗闘に巻き込まれ、その縁でブラウ・フィルモア女王リリ・ニーゼルより騎士の技の手ほどきを受ける。一方、コーネラ帝国のエトラムル搭載型GTMのテストが行われ、ツバンツヒの同胞であるワスペン・ナンダ・クラック（ユーゴ・マウザー教授）による意図的な情報操作で、多彩なGTMが矛を交える騒動となった。特にメンテナンス明けの試運転を兼ねたデコースのダッカスとミューズの「破烈の人形」の対決は、ファティマのエストと静による因縁の戦いの再現ともなったが、後詰めのルーン騎士団到着によって引き分けとなった。
ラキシスはベラ戦後、AKD本国に戻ったソープとは別行動でミノグシアにとどまっていた。その旅の途中でショウメに出会い、彼を保護することになる。いよいよ「タワー」の製作に取り掛かり、それを完遂するために「重合人間」となることを決意するモラード。ヨーンが剣を持つと決めるまではデコースの居場所を敢えて明かさず、直接対決を回避させようとするアイシャ。そんなデコースの居場所をつきとめた剣聖マドラ・モイライは、自らの中の超帝国の剣聖プロミネンスが求めるままに彼を襲い、無理矢理に交わることになる。なお、バッハトマの騎士たちは「想像を絶する手合いを繰り返している」と認識し、だれも彼を助けなかった。
そして、ベラ戦でソープの正体を探ろうとして、逆にソープに取り込まれてミラージュ入りしていたツバンツヒを護衛に加えていたラキシスは、休暇でやってきたダイ・グと、そちらの護衛として同行するクリスティンと出会う。「藍色の髪の」ラキシスを知るダイ・グはフィルモアの人民を移住させねばならない現状に悩む自分とアマテラスを重ね、「あの方ならどうするのか」と尋ねる。ラキシスは「全部おっぽっちゃって逃げる」と答えたが、それによってダイ・グは悩みを吹っ切ることになる。ラキシスと別れたのと入れ替わりに茄里とアラン・リーが現れる。ジークの暗殺未遂で下手人となってしまった彼女らは、ダイ・グとクリスティンの言葉に救われる。
一方、ラキシスのもとには別人格であるミラージュ騎士「スパーク」になった状態のマドラが合流。そこにシステム・カリギュラを裏切った門でツバンツヒを始末するべくマウザーとエフィー、ボーが現れる。だが、ツバンツヒとマウザーの一騎打ちの最中に異次元の存在であるヴィーキュル（サタン）が出現し、ショウメを狙ってくる。この後、戦いは一気にエスカレート。ラキシスを守ることがショウメを守ることになると気づいたマウザーはラキシスに部下になると語り、人格が統合されたマドラは懐園剣を手に戦う。そして、ミラージュ騎士レンダウドの正体である剣聖ミキータ・オージェはGTMマグナパレス（旧設定のナイト・オブ・ゴールド）を駆って参戦。さらにアマテラスの命でやってきたポーターがこの空間が「55億年後の時代」であることを告げる。セントリーの真の姿「ライブ」の放ったノヴァ・フレーム（超新星爆発）によってヴィーキュルの女魔帝ゴリリダルリハは打ち払われ、事態は解決したかに見えた。だが、今度は神の世界の戦いにエスカレートすることになり、遅れて駆けつけたジョーカー（スペクター）、女神シルヴィス、アマテラスとラキシスの未来の娘カレンとデモンたちとの間で超常的戦闘が繰り広げられる。ラキシスも無意識ながらシルヴィスの手によって未来の守り手である召喚獣を使役し、デモンたちに対抗。最終的に三次元に実体化した無の神ルシファ・センタイマとカレンの叔父であり、シルヴィスの夫でもある星王マキシマム・カイエンの一騎打ちで決着が付き、ルシファは戦いで犠牲になった全ての者を蘇らせた上で立ち去る。マキシ、カレンらも去り、ポーターはラキシスらを元の時代に戻し、その記憶をヴィーキュルに関するものだけ残して抹消した。なお、この戦いの影にははるか未来のファティマの子孫たち「Fネーム・ファティマ」や「タワー」、もはや超常の存在となったミラージュ騎士たちが絡んでいたのだが、それはまた別の物語であり、ラキシスらは本筋の物語へと回帰することになる。マウザーは改めてラキシスに忠誠を誓い、エフィー、ボーも同時にミラージュ騎士入りすることになる。
この魔導大戦はやがてカイエンの3人の遺児たちと彼らに協力したAKD、コーラス、クバルカンの活躍により一応の収束をみる。だが、戦火はアドラー星へと飛び火してしまう。
突然、アマテラスはアドラーへ武力侵攻を開始する。国家再編が進むアドラーにおいてアマテラスはバスター砲を用いた情け容赦のない攻撃で制圧する。星団連合は殺戮者としてアマテラスを告訴するが、アマテラスは星団委員会を離脱。母ミコトの定めた星団法を無視するようになる。続いて魔道大戦による疲弊と混乱が著しいボォス星のほぼ全域を侵略しAKDの統治下に置く。各国首脳はこれに抵抗するが民衆はAKDの安定した統治を歓迎する。5つ目の星スタント遊星が、飛来に際し北太陽系ノウズに最接近。不確定惑星「バスター」が出現していることが判明し、アマテラスはセントリー、全ミラージュ騎士団と共にスタント遊星に向かう。バスターからナインの旗艦シングが出現し、AD世紀最強のロボットMM焔星（エンシー、新設定GTMシュッツィエン）と星団暦最強のMH、LEDミラージュ（新設定GTMツァラトウストラ・アプターブリンガー）が共に戦う。カラミティ星の地殻変動が激しくなり星の崩壊が始まる。アマテラスはカラミティ星にもAKDへの編入を要請するが彼らは拒否。人類の生存と誇りを掛けて神である彼と戦う道を選ぶ。アマテラスはカラミティ星崩壊の影響から星団を守ろうと人々を避難させ、星団への影響を最低限に留めようと奮闘するが、その戦いの最中ラキシスを失う。ラキシスはカラミティ星の爆発で飛ばされたマグナパレスとともに長い長い旅に出ることになる。
やがてジュノーにアマテラスに滅ぼされた国家の騎士やファティマが集まり始め、コーラス5世はジュノー星代表に祭り上げられる。ジュノーから不満分子が星団に広まっている事実を認めたアマテラスはミコトの代からの最友好国コーラス王朝を滅ぼす決意を固め、ジュノー侵攻を開始するが、思いのほか苦戦。その窮地を助けるため現れたのはアトロポスだった。彼女の助力によりコーラス城は陥落して5世は戦死。その遺児6世が女官の手で逃れる。また5世からコーラスの旗機ジ・エンドレスとAFクローソーを託され、これを隠した5代目黒騎士グラード・シドミアンはMHバッシュ・ザ・ブラックナイト（新設定GTMダッカス・ザ・ブラックナイト）でエストと共に奮戦し、僅か数騎で星団を灰にしたツァラトウストラ・アプターブリンガーを駆るミラージュ騎士カーレル・クリサリスと激闘を繰り広げる。長時間の戦いの末に遂に倒されたグラードは亡くなり、エストは新たな黒騎士を探すことをやめダッカスと共に永遠の眠りにつく。この戦いで自らの手を汚してコーラスを滅ぼし、星団統一を成し遂げて星団皇帝となったアマテラスの心痛は極限に達する。ラキシス、バランシェ、ボード、3世、アイシャといった親友や部下を喪った痛み、星団の人々の怨嗟を引き受ける心労から隠棲を決意。バランシェから託された42番目のAFでアマテラスのコピーユーパンドラ・ライムを影武者として自らは航宙宇宙船ザ・ウィルに引き籠もる。アマテラス個人に忠誠を誓うミラージュ騎士団も彼とともに表舞台から姿を消した。
アマテラスは人類を凌駕した存在でありながら星団法の戒めで数多くの悲劇を味わってきたAFに未来を託したつもりだった。だが、ユーパンドラは愚かにも人間的に振る舞い、反感を抱く人々を恐怖政治で支配しようとする。ガーランドの技が喪われてAFやGTMも次々と活動を停止し、騎士の力が枯渇するAKDはテンプル騎士を薬物や人体改造で強化し、GTMは発掘やレストアで得て、エトラムル型ファティマを用いることで戦力を維持していた。アマテラスが事実上退位し隠棲した事実を知らない星団の人々はユーパンドラ率いるAKDの支配に不満を抱き、星団統一後もAKDの支配が及ばぬカステポーを中心に反抗天照軍を形勢していく。反抗天照軍はジュノーの密林に隠されたジ・エンドレスとAFクローソーを発見するが、これを起動するにはコーラスの王子と制御システムであるAFが必要だった。やがてアマテラスに父母を殺された大学院生のラベル・ジューダ（実はコーラス家の王子）、「宝石の人」レディオス・ソープに命を救われたマイスナー家の王女デイジナ・マイスナー、剣聖スバースの末裔であるウェイ・ルースが巡り会い、反抗天照軍に加わる。ラベルは謎の少女に剣を教えられて騎士となり、ラーンの詩女からAFデルタベルンを託され後ろ盾を得てコーラス軍のリーダーとなる。またAKD軍所属の「すみれ色の騎士」ロレッタ・ランダースはGTMを盗みだし寝返る。こうしてジュノーの内戦が開始し、星団に散っていた不満分子たちが続々とジュノーに集結してコーラス軍に加わる。ジュノーに続き、アドラー星バストーニュを解放したコーラス軍に、ミラージュ騎士アラート・エックスも「AKDを滅ぼせ」というアマテラスの勅命を受けて参加する。アドラー、ボォスを解放したコーラス軍はAKDの本星デルタ・ベルンの内戦に突入する。この戦いにおいてラベルとクローソーの駆るジ・エンドレスとユーパンドラ、アトロポスの駆るマグナパレスは相討ちとなる。フロートテンプルに潜入していたウェイとロレッタはテンプル騎士に囲まれたところをミラージュ騎士ウピゾナに助けられ、ウピゾナも戦死覚悟で戦おうとした所をログナーに助けられる。ソープ♀としてちゃっかり顔を出したアマテラスの案内でウェイたちが脱出後、アラートの放ったバスターランチャーによりAKDの象徴フロートテンプルは崩壊。またアトロポスとの約束を果たしたライブの閃光により惑星デルタ・ベルンは二人の女神をも巻き込んで消滅する。アマテラスはザ・ウィルにて星団を去り、星団を解放した人々はボォス、ジュノー、アドラーの3つの星に散って国家を再建または新たに産み出していく。だが、デルタ・ベルンの戦いで星団に残されていたGTM、ファティマは大半が失われた。残されたファティマもかつてのエストのように人知れず姿を消していく。モナーク・セイクレッドは沈黙し、星団暦は記録を止める。
その後も続く人類の歩みをアトロポス、クローソーはライブとともに見守り続ける。星団暦換算で18000年、人類がなおも生存するジュノーではルールの騎士モンド・ホータスがバナロッテ・ナフマーニャと共に醜悪な怪物“ファティマ”を操るブラパに戦いを挑んでいた。二人の窮地を救ったのは再び幼生となっていた「すえぞう」だった。
人類にジョーカー星団の未来を託したアマテラスはラキシスを探す長き旅に出る。ラキシスはマグナパレスとともに様々な世界、様々な時代を巡る旅を続ける。
この物語は、数千年の歴史の中でジョーカー太陽星団において繰り広げられる、騎士・ファティマ・戦闘兵器（MH→GTM）を中心とした文明と人々の営みの因果と帰結を描く壮大な叙事詩である。その終わりは緑の星フォーチュンにおける最後の戦いの後にアマテラスとラキシスが再会。花の詩女ラーンが託した種が蒔かれ、二人の娘として第85代天照家女帝カレンが「出現」し、ムグミカの預言どおりカイゼリンとタワーはフォーチュンに残って人々を見守り続け、カレンはマグナパレスと共にタイカ宇宙に旅立つことで幕を閉じる。アマテラスは全能神天照大神となってジョーカー（スペクター）を産み出し、ファーンドームの星王マキシやシルヴィス、ARCと共にクラウン大銀河と人の営みを見守り続けることになる。
モナーク・セイクレッドの解析が終わりその実態が判明したあたりでクラウン大銀河の歴史が「何者か」により旧設定から新設定に突如として改変されたことがアトロポスとすえぞうのやりとりや楊貴の様子から示唆され、その「何者か」がカレンとビヨンド・クラスファーであることが明かされた（NT2020/10号より）。

## 登場人物
詳しくはファイブスター物語の登場人物およびミラージュ騎士団を参照。膨大な登場人物の中でここでは各エピソードにまたがる人物のみ簡単に（名前も通称で）紹介する。

### A.K.D.
アマテラスのミカド
建前上の主人公。天照家の現当主にしてAKDの盟主。長寿・美貌・財力に加え、騎士としての戦闘力やダイバーとしての能力を兼ね備えた光の神。GTMガーランドでありミラージュマシンはほとんど自らの手で開発している。冷徹なる為政者であり、誰も愛さず特別扱いはない。星団連盟においても絶大な発言力を持つが、ラキシスの尻に敷かれている。詳しくはリンクを参照。
レディオス・ソープ
実質的な主人公。ミカドの別人格。高名なGTMスライダーで神出鬼没。美貌に加え、喜怒哀楽の表情豊かで気さくな人柄。様々な人物から慕われている。その正体については知る人ぞ知る。
ラキシス
形式上のヒロイン。AFガーランド、クローム・バランシェ公爵の手がけた44番目の娘。ファティマではなくダブルイプシロンと呼ばれる超人類。表向き行方不明あるいは事故死とされており、ミカドの妻というのはAKD内でのこと。通称「姫様」。
アイシャ・コーダンテ（ルーマー）
全巻に登場している唯一の人物。「連載上最強の騎士」と記載される強力な騎士。ミラージュ騎士にして天照家の皇族だったが後にルーマー王国の女王に降格させられた。AKDの評議会では絶大な支持を得ている一方で他国の関係者からはデルタベルンの行かず後家と揶揄される。ミカドに心底惚れ込んでいることが自身の最大の不幸であり、妹のワスチャの人生まで台無しにしたことを気に病んでいる。バランシェ、ミューズ、ヤーボ、ヨーンと様々な人物との繋がりを持つ。パートナーはアレクトー。
F.U.ログナー
ミラージュ騎士にして「ドウター・チップ」により不死を誇る劇中最強の騎士。上記のアイシャと対して「設定上最強の騎士」と評される。生身でGTMと渡り合えるほどの戦闘力を持つが滅多に披露する機会はない。通称はバビロン王。劇中の様々な場面に様々な姿で登場する。態度は横柄。性格は偏屈。大の甘党。パートナーはイエッタ。
ダグラス・カイエン
剣聖カイエン。シルバーナイトとして星団中を股にかけるお尋ね者にして超帝國の遺産。方々でフラフラしているが正式にはミラージュ騎士団のエース。女と見れば追い回し、男とは面倒だから戦わないという主義の持ち主だが、ログナー唯一人を除けば最強の騎士。ヤーボの死に責任を感じ、ハスハAP騎士団長となる。若く才ある騎士たちに天位を与える。パートナーは前期はクーン、後期はアウクソー。良くも悪くも影響力の大きい人物。
魔導大戦緒戦にて自身の死を予知してアウクソーを解任。ハイブレンであるボスヤスフォートに敵わないと諦め、ムグミカの盾となって命を散らせた。
サリオン / 斑鳩皇子
ミラージュ騎士団左翼大隊を率いる騎士。元天照家皇族だったがアイシャとワスチャの両親を殺害した両親を誅殺。この第一次王朝動乱で自身のシナーテ家を潰し、戸籍を剥奪された。第二次王朝動乱を経て、ブラックスリー襲撃事件を機にエミーテ家の皇子として表舞台に復帰した。二度の謀反はAKDの将来を憂いてのことで根が真面目な苦労人。アイシャに替わって国政を担う。パートナーは魔邪。
ランドアンド・スパコーン
ランドクロス公爵。ミラージュ騎士団右翼大隊の騎士。マシンボディと生身を使い分ける。ブラックスリー襲撃事件ではログナーと共に活躍しサリオンを護った。「ボスヤスフォートに一太刀浴びせた剛の者」として星団中の騎士から尊敬される。ボスヤスフォートへの遺恨を忘れられず魔導大戦の勃発したハスハに赴いたが、偶然にもへアード、マグダルを助けたことで自らの小ささを痛感させられ、ハスハのために働きたいと願うようになる。その意を汲んだミカドの休暇とギラの計らいでスバース隊支隊長として正式参戦。パートナーはティスホーン。
アーレン・ブラフォード
ミミバ族という少数民族と同じボォスのカラッカ地方出身。主の命令により一般人を虐殺し、傭兵に落ちぶれる。妻キュキィとの夫婦格差や京のパートナーという分不相応な身に悩みつつ、理想の仕官を求めていた。「命の水」を巡る攻防でソープを殺害。だが、失態を責められて傭兵解任後、ソープのはったりに気圧されてソープの騎士（＝ミラージュ騎士）となる。入団後は右翼大隊を代表する騎士として能力相応の扱いを受けるが、妻と共に契約金ナシで騙されて入ったのがトラウマ。入団前はネイティブアメリカン風。入団後は和装がトレードマーク。
ピッキング・ハリス / マドラ・モイライ
ミラージュ騎士団左翼大隊の騎士。通称スパーク。父はバキンラカンの天位騎士オルカオン・ハリス。幼少期に父に試されるが無抵抗で怪我を負い、才無しと見なされる。だが、聖帝ミマスは彼女の中に超帝國の騎士の殺戮本能を感じ取る。ミマスに依頼されたカイエンに挑まれ、超絶技を浴びせられるも全く隙を見せずカイエンを敗北させた（実態はスカートめくりを狙うダメ男とそれを全力阻止した女子の姿でしかなかったが）。マドラは実剣は持たず木刀のみを扱うがジュノーで大虐殺を起こして国一つを滅ぼした。あまりにも危険な存在であるため詩女フンフトはマドラの中から「良心」を引き出して凄腕の騎士ピッキング・ハリスとし、その中にマドラ・モイライを封印した。AP騎士時代にはヤーボと恋仲で自身の秘密を明かしている。素行不良でクビになった後、犯罪組織に入るも自らの手で壊滅させミラージュに入団した。第二次王朝動乱では玉座を死守せんとしたゴーズ騎士団をパイソンと共に全滅させたがカイエンの登場で剣を収めた。ブラックスリー襲撃ではミラージュ騎士が戦死・苦戦する中、スパークモードでデコースと包丁で互角に渡り合い「慧茄の出来損ない」と罵られ、痛み分けとなるも撤退させる。スパークのパートナーはクラカライン、マドラのパートナーはベルクトと二人のAFを持つ。
ベルクトのガーランドであるクープ博士を訪ねた際、カイエンの死で空位となった剣聖を預かり薔薇の剣聖となる。
ワスチャ・コーダンテ
アイシャの年の離れた妹。優秀すぎる姉がコンプレックスという表向きはごく普通の少女。11巻で初登場し、その後は主役の一人。ちゃあ・てぃの方が馴染み深い。騎士としては最弱レベルでパートナーはヒュートラン（エミリィ）。詳しくは後述のサイドストーリーを参照。
ヨーン・バインツェル
ファティマの魔性に取り憑かれた悲劇の騎士。カステポー滞在中にはぐれAFのバーシャと出会い、彼女に剣技を叩き込まれる。超一流の騎士として育てられるがバーシャに隠されたエストに黒騎士として選ばれることはなく、街で遭遇したデコースとの対決に敗れる。バーシャだったエストはデコースを次の黒騎士に選んだ。デコースを倒してバーシャを取り戻すことを目的としてフェイツ公国からボォスに舞い戻るがバッハトマの騎士団長となったデコースに近付くことも出来ず、旧知のアイシャを利用するつもりが逆に丸め込まれ、彼女の一存でミラージュ騎士となる。パートナーはパルスェット。騎士は特権を振りかざす汚い存在だと軽蔑しており、剣は持たない。後述のサイドストーリーも参照。

### フィルモア帝国
レーダー8世
フィルモア皇帝。在位中は野心家で各国の紛争に介入。騎士たちを我が子同然に愛する偉大な君主。コーラス3世を死に追いやったラルゴはノイエ・シルチスの騎士で愛情が裏目に出てしまった。また無名のデコースに不覚をとったバーバリュースを庇うが、クリスティンの事件で自害され、クリスを恩赦するためダイ・グに皇位を譲る。現在は気儘な老人として年寄り仲間たちと共にクリスの後ろ盾となっている。パートナーはクラトーマ。
ダイ・グ・フィルモア5世
現皇帝であり、カイエンに天位を授けられたハイランダー。カラミティー星の崩壊から国民を救うという至上命題解決のため苦悩する若き皇帝。心底愛するのはクリスだが、許されぬ関係であり、詩女フンフトとの婚儀を進める。パートナーはチャンダナ。
クリスティン・V
帝国のハイランダーにして凶状持ちのシバレース。愛称はクリス。父バーバリュースを貶され、壮絶なイジメに遭い一般人の上級生を殺害してしまった。この事件で父は自決する。そうした事情で身も心も命も帝国に捧げることを誓う。カイエンとの手合いに敗北し、慧茄に天位を授けられた。悲劇のヒロインではあるが多くの人々から愛され、庇護されている。パートナーは父から受け継いだ町。
慧茄・ダイ・グ・フィルモア
夫の在位中は剣聖慧茄として帝国の隆盛を支える。夫の死後はエラルド島に隠棲し、孫のダイ・グやジークと共に幸福な時間を過ごす。老境を理由に剣聖を退いた身だが往年の技を駆使する。クリスティンの後ろ盾の一人。チャンダナをダイ・グに譲り、騎士を引退したレーダーからクラトーマを譲り受ける。
ナイアス・ブリュンヒルデ
フィルモアの騎士だがバキン・ラカンでの天位授与式で事件を起こし、その後は傭兵騎士団を率いる。ゴチック・ナイアスの異名を持つ。現在はブーレイ傭兵騎士団のリーダーにしてノイエ・シルチス教導騎士団の団長。かつてカイエンと服装の趣味を巡るトラブルで対決し完敗。その後、カイエンを恋い慕うようになるが再会前に故人となってしまった。処女。デコースと対決しながら見逃されたヨーンにシンパシーを感じてスカウトするが断られた。

### ハスハ連合共和国
ムグミカ・ラオ・コレット
ハスハント王コレットの孫娘にして転生の詩女。生涯人前に出る機会も少なく王宮暮らしを余儀なくされる。だが、メル・リンス（ミカドの分身）と並ぶ偉大なる預言者でラキシスの預言、ライブの消滅、次代の詩女、ベイジの炎上、フォーチュンでの終焉など様々な事象を預言。その力をもってセントリー、パルサー・フローラの転生を止めていた。
魔導大戦緒戦においてボスヤスフォートの襲撃で短い生涯を閉じるが、自らの血を対価に「血の召喚」を行いナ・イ・ンを召喚してボスヤスを撃退した。
ヤーボ・ビート
ハスハの毒蛇の異名を持つ凄腕の女騎士。やり過ぎが原因で一時放逐されたが、その間ムグミカの目となり耳となることを約束し、カステポーで様々な人物と交流を持つ。さらに未婚の母となって騎士権を剥奪されるが、ムグミカの騎士としてネードル・シバレースの称号とGTMディー・カイゼリンを受け取る。女誑しの割に生涯子供がなかった（作れなかった）カイエンの双子を妊娠・出産する。だが、カイエンに会うためカステポー逗留中にボスヤスフォートとミラージュ騎士の戦闘の巻き添えとなり亡くなる。パートナーはコンコード。
マグダル・アトール（マグダル・ビート）
カイエンとヤーボの娘。ムグミカに次代の詩女と預言された少女で時の詩女。ヤーボの危機を察知しボスヤスフォートの結界を破って母に警告したことでボスヤスフォートに睨まれる。さらにムグミカとカイエンを助けるためボスヤスフォートに挑むが経験の差でボスヤスフォートに敗北し、脳に損傷を負う。へアードの決死の働きと途中から加勢したランドの活躍で一時難を逃れたが、陰謀渦巻く聖宮ラーンから遠ざかるようにというフンフトの密命もあって戸籍を偽り、身を隠す予定が何者かの介入で戦闘に巻き込まれ、宇宙で行方不明となる。
デプレ・ツェン・アトール（デプレッサー・ビート）
カイエンとヤーボの息子。カイエンから天位を、ヤーボからディー・カイゼリンとコンコードを受け継いだハスハの王子。双子であるマグダルと精神的なリンクを持つ。後に異母弟のマキシと共にハスハ奪還と魔導大戦終結を果たす。
マイケル・ジョーイ・ギラ
ヤーボと並ぶハスハの騎士でありスバース隊の支隊長。だが、政治に忙殺されて本職を果たせず、魔導大戦勃発後はいよいよ身動きが取れなくなる。バルンガを参謀代理に引き上げ、ランドが「休暇中の助力」を申し出ると自らの席を譲る。
ロータス・バルンガ
元スクリティ隊の隊長。現在はハスハ参謀代理。汚れ仕事をさせられていたが根は高潔にして忠誠心に厚く知謀に優れる。アルルを雇い入れた張本人で彼女のために様々な知恵を絞る。パートナーはスパリチューダ。

### コーラス王朝
コーラス3世
後に大帝と称された偉大な王にして騎士かつGTMガーランド。コーラスの旗機ジ・エンドレスを開発する。フィルモア、ハスハが軍事介入した隣国ハグーダとの戦いに勝利するもラルゴに殺害される。次代のコーラス王のパートナーとなるクローソーの保護者。ミカドの生涯で数少ない友人の一人。パートナーはウリクル。
セイレイ・コーラス
3世の長女。弟にかわりコーラスの騎士としての才気に恵まれる。母であるエルメラの血もあってヤンキー体質。破滅的に頭が悪い。アルルを逆賊として、フィルモアを父の仇として憎む。暴風三王女の一人。パートナーはシクローン。
アルル・フォルテシモ・メロディ
メロディ家はコーラス王族の一つで王女だったが父ピアノと詩女フンフトの不義密通により家名断絶となり、星団を流離った後、イズモ・アストロシティでバルンガのスカウトでハスハの傭兵として雇われる。自身を悲劇のヒロインとみなすペシミスト。地黒がコンプレックス。パートナーはラ・ユリケンヌ。暴風三王女の一人。
マロリー・ハイアラキ（マイスナー）
ボードの実妹で剣聖ハイアラキの弟子。マイスナー王子の婚約者。性格もやることも兄にそっくり。経済観念が破綻している。セイレイの暴走を止めるためエルメラの意向で送り込まれる。暴風三王女の一人。パートナーはモンスーン。
グラード・シドミアン
5代目黒騎士。ミカドのジュノー侵攻に抗い、コーラス5世に協力してAKDと戦う。5世に託されたジ・エンドレスとAFクローソーをジュノーの密林に隠す。僅か数騎で星団中の国家を灰にしたツァラトウストラ・アプターブリンガー（旧L.E.D.ミラージュ）とも互角の長期戦を戦うが、ミラージュ騎士カーレル・クリサリスの思い切りの良さに不覚を取って敗れ亡くなる。グラードを喪ったエストは新たな黒騎士を求めようとせず、ダッカスと共に眠りについた。
コーラス6世/ラベル・ジューダ
ミカドの星団統一で両親を殺害されたコーラスの王子。頭は良く大学院まで進学する。ミカドの影武者ユーパンドラの圧政から星団を解放するため騎士として修行し、詩女の後ろ盾でジ・エンドレス（旧エンゲージSR4）とクローソー、エトラムルAFデルタ・ベルンを継承した。コーラス軍を率いA.K.D.に戦いを挑む。
デイジナ・マイスナー/デイジナ・フレット
コーラス三王家の一つマイスナー家の王女。A.K.D.のジュノー侵攻の最中、ミカドに命を救われセントリードロップを預かった。命の恩人である「レディオス・ソープ」を探している。コーラス軍による星団解放後、ラベルの妻となってコーラスを再興した。容姿は作者の希望でウリクル、血縁上マロリーに似ている。

### バッハトマ魔法帝国
ボスヤスフォート
もう一つの超帝國の遺産である純血のハイブレン。かつてダイバーズ・パラ・ギルド盟主の座を巡ってミコトと若きミカドに挑むがミカドの前に完敗を喫した。その後、ダイバーたちの精神の片隅でじっと復活の機会を伺い、セントリーの「命の水」を得て完全復活を果たす。シャフトを皮切りにミラージュ騎士、ダイバーを次々とその手に掛けヤーボも殺害。ボォス星にバッハトマ魔法帝国を一代で築き上げる。遂にはフロートテンプル襲撃を決行、ミカド不在の隙をついてラキシスを亡き者にしようとするが事前に察知したスペクターに隠され、サリオンの命を狙うもののランドの活躍とログナーの犠牲、リンスの到着で深手を負い撤退した。A.K.D.が動かないと知るやメヨーヨなどを枢軸軍としてハスハ侵攻を開始する（魔導大戦）。デコースら騎士団がAP騎士団とぶつかる間にハスハ王宮に潜入し、ムグミカとカイエンを殺害し、マグダルとのダイバー戦を制して脳に損傷を負わせるが、「血の召喚」に応じたナ・イ・ンに完敗を喫し左腕を焼かれる。ハスハントを占領しながらわざと空白地帯とすることで混乱を加速させる。高慢な人物かと思いきや、礼節も弁えておりバランシェ伯に負傷者の手当を要請する。この事からわかるようにミカドに対するアンチテーゼとして存在するキャラクターであり、「悪役」サイドではあるが「悪人」ではない。
デコース・ワイズメル
天位クラスの腕前を持ちながら歪んだ精神で人々の運命を狂わせる自称「狂乱の貴公子」。「権威」「名声」というものが嫌いで大騎士団や銘入りのファティマを嫌う。劇中最初の登場はラキシスのお披露目においてユーバー・バラダの養子としてソープの美貌に目をつけて迫り、ソープとラキシスが逃げ出すと後を追って挑みかかるが二人の駆るマグナパレスに完敗した。それ以前に中古のGTMとエトラムルAFでフィルモア帝国のノイエシルチスを相手に3機を倒す。バーバリュース・Vに強さを見せつけるためわざと見逃し、生き恥をかかせた。GTMを失ってからはカステポーでチンピラ騎士を装いロードス公をその手にかける。やがてバーシャとヨーンに遭遇、バーシャのブレイクダウン・タイフォーンをかわしてヨーンの片腕を落とす。エストとして覚醒した彼女に3代目黒騎士に指名され、それこそ我が意に適うとダッカスとエストをその手に収めるがヨーンは見逃した。
ボスヤスフォートに見込まれてバッハトマの騎士団長に就任。ブラックスリー襲撃ではミラージュ騎士数名を殺害し、スパークと痛み分ける。身の置き所を得、人の上に立ったことで精神の安定を見出し、魔導大戦緒戦ではAP騎士団とも互角以上の戦いを展開。だが、剣聖プロミネンスの求めのままに襲ってきたスパーク（マドラ）に貞操を奪われることになってしまった。
デコースとスパークの息子で剣聖ベルベット・ワイズメルはミラージュ騎士としてラキシスに忠誠を誓うことになる。
ビューティー・ペール
メル・リンスと対立するユーコン財団の長。かつてはシーブルのディ・バローを、その後はボスヤスフォートを協力者としてサポートする。騎士を相手に互角以上の戦いを見せる強力なダイバー。ミラージュダイバーであるズームの実の母親。彼女がアドラー方面で行った工作が、魔導大戦終結後の新たな火種となる。

### クバルカン法国
ミューズ・ヴァン・レイバック
クバルカンの枢機卿にして次期法皇。高貴ではあるがやや堅物。融通が利かない性格はカイエン（ヒッター）やボード、アイシャを友人に持つことで次第に解消された。MH S.S.I.クバルカン"破烈の人形"→GTMへの設定変更後はマーク3リッター・ジェット"破烈の人形"を持ち、メヨーヨの起こした「壊し屋事件」をカイエンの協力の許で解決した。カステポーに出向し武者修行中だったが魔導大戦勃発で本国が大戦に介入することになり苦悩する。パートナーは静。ハスハント開放戦ではルーン騎士団を率いハスハ側として参戦。
ノンナ・ストラウス
ミューズを法皇にするため汚れ仕事を一手に引き受ける女騎士。慈悲のノンナとして知られる。ナイアスとは因縁浅からぬ関係。法皇の命でボォス移住計画を画策する。

### トラン連邦
ボード・ビュラード/ミッション・ルース
警察騎士団SPIの騎士にしてトラン連邦大統領という異色の人物。お気楽極楽かつ大食漢で見境のないスケベ。剣聖スバースの直系ながら血の発現が遅かったことで母親から精神的虐待に晒された過去を持つ。自ら最弱クラスと嘯くが、実はスバースの剣技を受け継ぐ相当な騎士。ミカドの生涯で数少ない友の一人。彼の一言がミカドに星団統一を決意させた。パートナーはメガエラ。

### メヨーヨ朝廷
メヨーヨ大帝/クラーケンベール・メヨーヨ
傭兵国家の長。好戦的で野心家。父を倒し、実力で玉座を掴んだ。GTMホウライの開発をダイアモンド・ニューの協力で完成させる。その過程においてカステポーで壊し屋騒動を引き起こした。魔導大戦緒戦では大国フィルモアと互角に渡り合ったが、へなちょこ騎士ワスチャの駆るマグナパレスに自慢の部下パイドルが敗北し、かなり落ち込んでいる。天照家の皇女であるワスチャにプロポーズする。過去にAF娼館を摘発してエストを救出し、彼女から様々な情報を得たとのこと。パートナーはアンドロメーダ。

### ガーランド
クローム・バランシェ公爵
優秀な科学者を輩出してきたバランス一族の裔。天才科学者にして3大AFガーランド筆頭。彼が独立後に手がけた45人の娘たちはいずれ劣らぬ優秀なAFとして星団史を彩るのだが、彼の傑作はろくでなしにばかり嫁ぎたがるのが悩み。倫理観や道徳観に欠けた狂気の科学者で研究のためならばあらゆる手段を試し、クーンを借り腹に使い超帝國の騎士の子カイエンを誕生させた。延命に次ぐ延命によりボロボロの状態で運命の三姉妹を送り出す。ラキシスの願いを聞き入れて超常の力を持つバケモノにし、未来も見通す彼女の要望でザ・ウィルの設計も行う。ミカドの生涯で数少ない友の一人であり、バランシェの死がミカドやソープに様々なことを教えた。
ミース・シルバー・バランシェ伯爵
女騎士A-T（アトロポス）に保護されていた娘。両親を喪いツァイハイの鉱山に居た。カイエン追跡隊の攻撃で負傷するがミハエル・レスターに救われ、人々の前から去ることになったA-Tからカイエンに託される。しかし、お尋ね者でやもめのカイエンが年端もいかない女の子の面倒が見きれるはずもなくバランシェ公の養女となる。
数学のテストで答えしか書かず、学校から苦情が来たことでガーランドの才能が判明。AFを超える計算能力を持ち、バランシェ公から正式に後継者として認められ、理論だけで未完成の46人目マキシマムを託される。その後、モラードの許でガーランドとしての経験を積み、バランシェ伯として独立。成人後はカイエンに対する歪んだ愛情からアウクソーの協力で彼の子供を宿し、剣聖マキシの母となる。バランシェの名ばかりか狂気も受け継いでしまった美貌のガーランド。
モラード・カーバイト
バルチックアカデミー出身の天才AFガーランドで3大ガーランドの一人。バランシェ公の友人でありライバル。GTMダッカス・ザ・ブラックナイトとワンセットで開発したエストの誕生により、彼を引き入れたい各国の思惑から追われるように各地を転々とするがコーラス3世の存命中はジュノーで庇護され、黒騎士ロードス公に護られる。3世のパートナーとなるウリクルも開発。ジュノーでのラキシスとの邂逅が彼をも狂気に走らせ、のちにシステム・カリギュラの技術を用いて、自身も不老長寿となり、アマテラスに付き合っていくひとりとなる。
魔導大戦の時点ではムグミカの依頼でセントリーの幼生による「命の水」をベースにしたAF「タワー」を製作しようとしているが、完成させるのはまだ先のこと。
一方で、早とちりも多く、女心も分からない。
プリズム・コークス
バランシェ公の弟子。だが、世間はバランシェの愛人と揶揄する。優秀なガーランドであり医師。カイエンが事故で死なせたアウクソーの蘇生を行い、記憶の復活という奇跡を目の当たりにする。妹弟子にあたるバランシェ伯の相談役でもあり、様々な人脈も持つ。
ナトリウム・シング・桜子
ピアノ・メロディと詩女フンフトの娘。ダイバーパワーも持つAFガーランド。貧乳と背の低さがコンプレックスだが、気が強く自負心も強い。ファティマの魔性に取り憑かれたヨーンの命の恩人で学友。ちゃあ・鼎の素性を知らずにペットのつもりで接していたら天照家皇女だと分かり、天照家の報復を恐れている。次世代を担うガーランドとしてバランシェ伯と共に期待される存在。サイドストーリーの項目も参照。
ダイアモンド・ニュー
元は不遇な宇宙生活者。だが、世界の真理「モナーク・セイクリッド」に触れたことでAFとGTMのダブルガーランドという希有な存在となる。旧設定のテンプルシリーズは彼が手がけたもので、中でも傑作なのがメヨーヨの旗機GTMホウライ。国家の干渉を嫌ってイズモ・アストロシティで活動し、売り込み役をじゃーじゃー姫ことタイトネイブが行う。タイトネイブがミカドに騙されてA.K.D.に囚われたと勘違いしてA.K.D.に乗り込むが拍子抜けする実情に加え、ソープに一目惚れしてしまう。ソープからツァラトウストラ・アプターブリンガーのエンジンを3基受領し、バカにしか扱えない3機のGTMを作成する。星団で唯一認められた「中性」という存在でもある。
ストーイ・ワーナー/エルディアイ・ツバンツヒ
星団歴初頭のGTMガーランドで数々の傑作GTMを後世に残した。その正体はシステム・カリギュラの一人でありサイボーグ「重合人間」。騎士でもある。ミカドへの興味が恋愛感情になってしまい、思い切って彼の許に飛び込んでみたところミラージュ騎士団入り。ミカドよりもGTMについて詳しいため「スペック」と呼ばれる。反面、世情に疎いため女子高生からやり直すことに。
ユーゴ・マウザー/ワスペン・ナンダ・クラック
ツバンツヒ同様に、システム・カリギュラに属する星団暦初頭のGTMガーランド。やはり「重合人間」であり、騎士でもある。魔導大戦では枢軸国側のGTM開発に携わっており、ミラージュ入りしたツバンツヒを追討する。だが、カリギュラの目的の一つであるセントリーの幼生「ショウメ」を巡って、ツバンツヒが結果的にその目的を果たしていることに気づくや「オレも混ぜろ」とラキシスの手下となってミラージュ騎士団入りした。

### その他
ナ・イ・ン
ファロスディーカナーン超帝國の9代目女帝。人の姿をしていないが人の心を持つ存在。「世界の真理」モナーク・セイクリッドの秘密を探るべく深宇宙へと旅立つ。そこで目にしたのは、彼女の想像とかけ離れた真理の正体だった。共通の秘密を知る光のタイフォンをパートナーに迎え入れ、ジョーカーへと帰還する。
シゲルブ・ユキノジョウ
カステポーを中心に活動する預かり屋。お客の秘密厳守がモットーの気のいい人物。一般人だが、トラフィックスを中心に様々な人物たちと交流を持つ。また、裏面にも通じている。魔導大戦勃発後はナカカラ王国ムンスターに出張営業中。
ジョルジュ・スパンタウゼン
元イオタ宇宙騎士団長。カステポーで騎士専門の酒場WAXTRACKSを営む。一方で情報屋という側面があり様々な人物と繋がりを持つ。
ロードス・ドラクーン
2代目黒騎士。剣術指南役として国家に帰属せず星団を股にかけて飛び回り、彼の名声と活躍が黒騎士の評価を尊敬と崇拝の対象にした。見識も高く、他国の情勢にも通じるなど、随所に剣豪らしさを窺わせる人物。ジュノーのコーラス王朝とは3世の師という関係もあって親しい。モラードを護る用心棒役も引き受けている。コーラス-ハグーダ戦に参加し3世の死を看取る。カステポーを荒らしていたチンピラ騎士のデコースを注意しようとしたことで不覚を取って敗死。その後しばらくの時を経てエストが彼を3代目黒騎士にしてしまう。パートナーはエスト。
ガマッシャーン共和国、レイスル3党首の一人でレイスル騎士団長のナオ・リンドー・レイスル（シュバイサー・ドラクーン）はロードスの孫である。

## 作品用語

### 騎士
騎士とは、驚異的な身体能力から、戦闘兵器（MH→GTM）で戦うことを生業としている人々を指す。その力は、ファロスディー・カナーン超帝国においてマシン・メサイアを駆った戦士たちの血が発現した結果である。騎士の血が発現すると驚異的な速度で肉体が再構成され、その過程において死に至る者も少なくない。騎士としての才覚は血の発現率によって格付けされる。たとえ年端のいかない少年少女であっても発現率が高い騎士は将来を嘱望され、瞬時に騎士の能力を見分けるバキンラカン帝国の聖帝自身もしくは彼女たちが任命した剣聖から天位など潜在する能力に相応しい称号が与えられる。だが、反面として戦場で敵に狙われやすくなり真価を発揮する前に命を落とす者も多い。騎士の遺伝情報は全星団の人々に行き渡っているが、一般にはその発現率は極めて低い。白兵戦闘能力だけならばミミバ族など騎士に匹敵する力を持つ者たちも存在する。騎士たちから一般人の人権を守る法律として星団法が定められており、騎士は一般人を殺めてはならないという決まりがある。これに反した場合、筋弛緩剤などで力を奪われて生涯をベッドで送ることになるか、賞金をかけられて星団中のお尋ね者となるか、あらゆる人権を剥奪されて国家に奉仕するシバレース（呪われた騎士）となるかのいずれかになる。
剣聖
一時代に一人現れるとされる最強の騎士。星団最後の純血の騎士ナッカンドラ・スバースを始めとしてデューク・ビザンチン（ハスハ連合王国）、ヘリデ・サヤステ（クバルカン法国）、デイモス・ハイアラキ（バキンラカン帝国→AKD）、ダグラス・カイエン（AKD→ハスハ連合共和国）、ハリコン・ネーデルノイド（コーラス王朝）、慧茄・ダイ・グ・フィルモア（フィルモア帝国）、マドラ・モイライ（AKD）、マキシマム・ハルトフォラス（AKD）、ベルベット・ワイズメル（AKD）を指す。星団における大国には一人以上いる形となっている。なお、剣聖級でありながら諸事情から天位・剣聖を拒否している者（レディオス・ソープやF・U・ログナーなど）もいる。また相応の品格がないとそもそも選ばれない。
純血の騎士
AD世紀の時代に遺伝子改造されて生まれた戦闘人種。星団暦の騎士とは別次元と言える戦闘能力を持つ。制御不能となると敵味方を問わず殺戮を始めるため、AD世紀では皇帝を始めとする者達のハイブレン（→オペラ）能力によって厳重にコントロールされていた。また体液の組成も一般人とは異なるらしく、開発初期の騎士の体液が一般人の体内に入るとT細胞や染色体を破壊したという。彼らが子を成すと必ず騎士かダイバーが生まれるとされる。星団歴の騎士は彼らが一般人と混血し血が薄まった結果生まれたものである。ただ後世でもごく稀に純血の騎士の遺伝子が完全な形で発現する者がいる。純血の騎士はほとんどがナ・イ・ンと共に星団を去っており、星団歴において現時点で確認されている純血の騎士はほぼ全員が上記の剣聖に序せられており、彼らを除くと疑いが濃厚なのはデコース・ワイズメルぐらいのもの。
バイア（ツバイ）
後述する「ダイバー（→バイター）」と騎士の能力を併せ持った人間。騎士もダイバーもその発現率は低いため、両方を顕現するとなるとさらに発現率は低く、物語中でもティン、サリオン、カイエンなど数人しか確認されていない。ダイバー（バイター）がその行動の遅さを弱点としているのに比べ、騎士の持つ圧倒的なスピードで力を放てるという利点を持つ。王族など、それらの血が比較的濃い家系に発現率が多いとされ、ティンのように異常性格を持つ者も少なくない。新設定においては「ツバイ」という名称で呼ばれている。

### ダイバー
ダイバーとは先天的に備わるいわば超能力、ダイバー・フォースを持つ人々を言う。太古の超帝国において支配階層にあったハイブレンが遺した力であるが、騎士よりもさらに稀な存在である。かつてはハイブレンが騎士たちを精神制御し、支配していたが、長い時間を経て騎士たちの血が薄まり制御下を離れた結果、身体能力に優れた騎士たちがダイバーを使役するようになり主従関係が逆転した。ダイバー・フォースには「ダイバーパワー」・「パラ・サイマル」・「ハイブレン」・「ルシェミ」の4種がある。
ダイバー・パワー
物理的に作用する能力。
戦闘に参加するダイバーの多くはこれである。ダイバー・フォースで代表的な能力である為、他の3種の能力の持ち主であってもダイバーと称することが多い。
身体能力自体は一般人と同じであるため、騎士と対峙した場合はその圧倒的な身体能力の差が弱点となる。故に敵に「ダイバー」と悟られぬよう行動することが重要とされる。
パラ・サイマル
予知や探査など精神的現象を扱う能力。
物理的に何かに影響を与える能力ではないため、直接には戦闘に参加はしない。
ハイブレン
生物を制御する能力。
超帝國の支配者が持っていた代表的な能力で、ハイブレンで騎士を支配・利用することで民衆をより強固に支配していたが、星団暦の時代では血が薄まったため無効化している。ただし、「純血の騎士」は遺伝子レベルで制御が組み込まれており、ハイブレン・コントロールが解除されていたとしても若干の影響を受けてしまう。
ルシェミ
物質を変性させる能力。
騎士や兵器など技術開発に貢献したが、現在では消失している。しかしファティマやモータヘッドの製作者であるマイトは素質的にこの能力を持っているという。

#### バイター
新設定においてダイバーに相当する存在。グリント・ツヴィンゲンと呼ばれる精神パワーを扱う魔道士達で、バイター達が集まったギルドの事をブリッツェン・バイターと呼ぶ。旧設定と同様に「ボルテッツ」・「スコーパー」・「オペラ」・「グレイン」の4種に分類されている。
ボルテッツ
最も代表的なバイターの能力で、プラズマを発生させて対象を攻撃したり、バリアを張って防御などを行う能力。
能力の増幅器として多くの場合杖や腕輪、リングなどを装着している。
スコーパー
女性のみが持つ霊的な力で、別の生き物を通して離れた場所を見通したり、念話による会話などを行う能力。
詩女の能力（記憶と人格の保存）も、このスコーパーの一部であるとされている。神であるアマテラスを除けば、ボスヤスフォートのみが、この能力に類すると考えられる術「人格憑依」で生き延びていた。
オペラ
人間の思考中枢を制御して、他人を操る能力。最大限の行使である「 次元回廊（セブンスフォール） 」は超帝国剣聖すら従え、アマテラスやラキシスによるものは叩き込まれた認識で肉体が消滅するという。
グレイン
物体を組成して物質の構造を変える能力。ガーランドに名残が見えるものの星団歴の時代にこの能力を持つ者は非常に希で、強力なものになると別の生命体を召喚することもできるという。

### モーターヘッド
旧設定における最強の戦闘兵器であり、決戦兵器たる巨大人型ロボット。管制システムとして、生体コンピュータであるファティマの搭載を必要とする。驚異的な戦闘人種である騎士の力を完璧にトレースすることが可能で敵の攻撃からの回避能力が非常に高く、そのパートナーたるファティマたちの演算能力の高さも相まってミサイルなどの誘導兵器や戦車・空中戦車（エア・バレル）といった通常兵器ではかすり傷をつけることさえ困難（但し、第2巻で空中戦車でハグーダ帝国のMHマグロウを撃破したコーラス王国軍のリスト大尉が登場する。なお、同じ部隊の准尉がルサ軍曹に「当たりゃいける」「命中させればの話だが」「1分間に1,200発の発射ができる180ミリメートルガンランチャーで5,000発かましてもかすりもしない」「10台の戦車で予測射撃をしてもだ」と説明をしている）。このためモーターヘッドを倒せるのは、モーターヘッドだけであるといわれる。同時にMHの質と保有数=その国家の軍事力とみなされている。3大MHと呼ばれ星団中から恐れられているのが、フィルモア帝国のサイレン、ハスハ連合王国のAトール、クバルカン法国のバングドールである。これを遥かに上回る圧倒的な力を持つのがAKDの保有するLEDミラージュだが、AKDの方針上他国の戦争に介入する機会はほとんどない（コーラス戦に参戦しているが公式ではなく、国籍を偽っての参戦）ため、その実力は周知されていない。表面装甲は自己修復能力を持つが、その一方で非常にデリケートな兵器であるため、性能維持には整備士たるMHマイトたちの手を借りる必要がある。古の超帝国が保有した決戦兵器マシン・メサイアが“退化”したものだが、その事実を知る者はごく少数に限られている。
作中では何もない荒野で戦っている印象が強いが、カステポーなど荒野に囲まれた地域は別にして2騎以上のMHが戦闘を始めれば、どのような建造物であっても跡形もなくなぎ倒し吹き飛ばしてしまうため、結果的にそうなってしまう。よって本作では戦争が起きる度に住む土地を失くした難民も発生する。

#### ゴティックメード
新設定においてモーターヘッドに代わって登場する巨大人型ロボット。

### ファティマ
ファティマとは、モーターヘッドを操縦する騎士を助ける、生体コンピュータのことである。その演算性能は、多様なパターン処理への対応能力と安定性において、通常のコンピュータの追随を許さない。新設定では正式名称がオートマチック・フラワーズ（AF）とされ、「ファティマ」は戦闘時以外に使用される通称となった。

### マイト、マイスター / ガーランド、スライダー
マイト、マイスター / ガーランド、スライダーとは、ジョーカー太陽星団における科学者・技術者の頂点であり、ファティマ/AFやMH/GTMの開発製造や整備調整を行う専門家。その能力は前述の通りダイバーフォース/グリント・ツヴァイゲンのひとつ、「ルシェミ/グレイン」によるもので、物体・物質の構成を一瞬で見極めて必要な物品を設計することができる。当然ながら、マイスター/スライダーの場合、純然たる学習の成果としてこのレベルに至った者も存在するが、前者と比べて一段落ちる評価になることが多い。
中立の立場であり、特定の国家や組織に肩入れはしない建前で国家間の移動はフリーパスになっている。特にファティマはそれぞれが別の国家・組織に所属しているのは当たり前なので、定期メンテナンスや検診のための行き来は多い。
「シグナル・ボーダー（アジャスター）」と呼ばれる飾り紐で示される等級があり、1本は通常の医師や科学者といった「博士号」を示す。2本から3本は整備士やマイスター（スライダー）。4本からはマイト（ガーランド）とされ、工場での開発製造の管理や許可を得たうえでの新規開発が認められる。最高位の5本となると一切の許可認定なしでの開発が認められている。フルアジャスターともなると、開発した技術に関するロイヤリティが、国家予算並みになる者もいる。設計・開発と手作業の技量は反比例する者もいて、そういう者は手先の器用な助手や共同開発者と組むことがある。
大国ではすでに開発されたMH/GTMが優先して生産され、若手のガーランドは活躍の場がないがために、新興の国家に移籍することが多い。

### その他
星団法
星団の全ての国にまたがる国際法的法律。天照命、コーラス・ディス・バイス19世などの尽力により定められた。度々改正などの会議が行われている。星団暦2310年に発明されたファティマも、星団法での規制対象となっている。
主に一般人の人権保護や騎士についての交戦規定やファティマについての行動や服装、処置についての制限などが厳しく定められている。
星団法は星団暦2000年代初頭にボォス星の聖宮ラーンで発生した「東宮西宮の乱」をきっかけに、ラーンを始め、フィルモアやクバルカンといった当時の列強国にグリース、コーラスなどの新興国が加わって制定したとされている。デルタベルン星のグリース王国パトラクシェ島（のちのフロートテンプル）には星団法制定を記念したモニュメントが存在する。
ただ、作った張本人である命の息子アマテラスをはじめとしてボード・ビュラードやDr・クローム・バランシェ、ダグラス・カイエンなど主要人物に「星団法なんか糞くらえだ!」という違反者が多い。アマテラス本人はともかく、お尋ね者と知っていてミラージュに加えたりしているなど、身内に違反者が多すぎる。
星団暦
星団共通の暦。本作品の主な時代背景でもある。人類生存5惑星の諸国間で条約（「歴史年表」では「協定法案」と呼ばれる）が締結されたAD世紀10,003年をもって星団暦元年としている。
騎士公社
MH（GTM）本体からその予備パーツ、騎士・ファティマの装備品、日用品まで扱う施設。利用するには星団法に基づく騎士やスライダー・ガーランドとしての登録で配布されるIDカードが必要で、逆に騎士やファティマ・MH（GTM）技術者以外は用がないが、出入りできる者の中には質の悪いブローカーもいて、経験値の低い騎士や単独で動いているファティマを食い物にしようと施設内をうろついている。
カステポーの騎士公社では身元が知れると手合いの申し込みが押し寄せるような大物騎士や、カイエンのように賞金首であるため命そのものを狙われるような立場の騎士用に「正式な仮IDカード」という笑い話にしかならない便宜が図られている。
AD世紀
星団法制定を持って紀元とする星団歴の時代より以前を、AD世紀と呼ぶ。「エンシェント・ディメンジョン・センチュリー」の略で、星団歴に先行する10,003年間の時期を指す。AD4000年頃成立したファロスディー・カナーン超帝國（新設定・超帝国ユニオ）の初代皇帝アッセルムラトワ・ディスターブと、第9代皇帝AD9（ナ・イ・ン）の治めていた時期が、ジョーカー人類の文明の最盛期だと言われている。AD世紀の情報の大部分は星団歴には伝わらずに失われ、一部の技術情報のみが残り、利用されている。
植民星
もともとの母星に対し、元は人類が住んでいなかった惑星を差す。カラミティ、デルタベルンは古くから人類が住んでおり「どっちが先か」という論争が起きる古い惑星だがアドラーはAD世紀まで植民星。ボォスは星団歴初頭は植民星。ジュノーは改造せずに移住出来たがまだ惑星自体が安定しておらず人の住めない地域も多い。逆に言うとカラミティ星は星の年齢が進んでおり崩壊の危機にある。星団歴換算で18000年代に人類が唯一居住している惑星は一番若いジュノーだけとなっている。
カラミティとデルタベルンの国家と住民は長い歴史を誇るため貴族主義の傾向が強く、殊にフィルモア帝国とA.K.Dは国家としてのシステムが複雑極まりなく、アドラー、ボォス、ジュノーの国家や出身者を植民星（出身者）だとバカにしている節がある。
工場星
F.S.S.において「宇宙に国家はない」。あるのはいずれかの国家に属する工場星や資源衛星で、年単位の契約で資源採掘を行う仕事も多い。そもそも宇宙居住者はその存在を意図的に無視されている。宇宙居住者の悲哀については極めて例外的な自治都市イズモ・アストロシティの泰千錫華市長やダイアモンド・ニュー、タイトネイブが語る通り。また、イオタ宇宙騎士団長のジャコーが指摘している通り、宇宙では人身売買などの重犯罪行為がまかり通り、星団法で取り締まる警察組織もない。国家元首で宇宙を意識しているのはミカド唯一人であり、タイトネイブの買い取り契約については「冗談のつもり」と劇中で語っているが、貧しいシージラック王国出身の彼女にA.K.D.皇族・王族であるサリオンやパナールと同等の高等教育を受けさせる意図があった様子。宇宙生活者の権利拡大を訴えるタイトネイブへの「客分扱い」、錫華御前とニューへの「イズモ・アストロシティへの不可侵表明」、イマラ、ジャコーをミラージュとして重用しイマラに宇宙軍を任せるといった姿勢に如実に現れている。
イオタ宇宙騎士団
宇宙空間における治安騎士団。イオタ・コルテッサが創設者。その息子タブロとイマラの間に生まれたのがジャコー。団長であるジョルジュ・スパンタウゼンの名前と共に割と早く登場しているにもかかわらず、具体的になにをしている組織なのかが不明だったが後を継いだジャコーが語る言葉が全て。海賊の犯罪行為から人々を守っている任侠集団であり、まともに仕事もしてくれない「遠くの警察（国家）より地元のヤクザ」を地で行く組織である。イマラはミラージュ入団前に「アティアの鬼姫」として海賊達に恐れられている。
イレーザー・エンジン
MHのエネルギー源。のみならず宇宙艦船から民生用のスキッパー（居住設備付き飛行艇）、ディグ（浮上式バイク）にまで装備されている普及したエネルギー源である。AD世紀に開発された技術で、「化石燃料」等を消費し装置内部でエネルギーを取り出す『内燃機関』とは異質の、「装置の外」からエネルギーを取り出す『外燃機関』である。（作中では）光を動力源とし、永久にエネルギーを取り出すことが可能であるという。このエンジンを使用する乗り物はその気になれば機種問わず飛行可能であるが、その必要のない状況では地上・水上を航行している。そのため、乗り物は全て「航空機」として登録されている。
超高温・光化・高温を外部に漏らさぬようにシールドが施されており、MH用の場合は本体が灰になってもエンジンは大丈夫である。一説には太陽に放り込んでも平気とも。
ハーモイド・エンジン
新設定においてイレーザー・エンジンに置き換わった、GTMを始めとする星団で幅広く普及している動力源。恒星などから放射される電磁波を動力源として高出力のエネルギーを発生し、合わせて使用されるポリスケール・ジェネレーターなどの機器などとまとめたハーモイド・システムとして使用される。

メトロ・テカ・クロム
GTMの外装甲に使用される稀少金属。イズモ・アストロシティで精錬された物は「玉鋼」と呼ばれ、産地は戦争で奪い合いの対象となっている。新設定では「ヘリオス超鋼を精製する触媒物質」と改められている。
旗騎
国家を象徴するモーターヘッドの事。それぞれその名に見劣りしない高い性能を持ち国家の顔となる騎士が搭乗している。
スパッド（光剣）・スパイド（実剣）
騎士が主に使用する武器。超絶な反射神経と運動能力を持つ騎士の闘いにおいては、銃などよりもはるかに有用な武器であり、騎士の身分の証明にもなっている。また彼らの駆るモーターヘッドの主武装でもあり、MHを破壊できるのは基本的にMHの剣のみである。
スパッド（光剣）はレーザー剣。軽量で携帯が容易。スタンモードに切り替える事で峰打ちも可能。
スパイド（実剣）は重くて携帯には不便だが、玉鋼を鍛え上げた その威力はスパッドの比では無い。星団暦1万年が過ぎた時代のジュノーでは玉鋼の精錬技術は失われた物の、地殻変動で集められたインゴット状の塊（金属ではなく石材と認識されている）から削り出して研ぎあげた「蹟剣（せきけん）」と呼ばれるものが宝物として各国に伝えられている。
JOTA宇宙騎士団ではスパッドの事を「ダイナミック・オプチカル・スオード」、略して「D.O.S（ドス）」と呼び、スパイドは「ヤパニーズ・プレシジョン・アームス」、略して「JAP.P.A（ヤッパ）」と呼んでいる。
新設定においてはガット・ブロウが同様の位置の武器として置き換わっている。
ガット・ブロウ
新設定において騎士やGTMの使用する武器。正式名称は「エレクトロ・マグニフィケーテッド・カーソル・ガット・ブロウ」または「エレクトリック・マグニフィケート・カーソル・ガット・ブロウ」とも言う。刃は無く、任意で電磁波を放って電解エネルギーで対象を叩き切る他、射撃機能も持っている。一部のワンオフ品以外は刃が付いていないため鞘は必要なく、抜き身で携帯する。通常の物の他に軽量化や伸縮機能などにより携帯性を高めた「ヴィーニッヒ」や、より長く重い刀身を持たせた「ラングン」が存在している。
14巻ではツバンツヒがGTM用のガット・ブロウを調理に使用しているが、刀身温度を220℃という低温に維持するのは、ソープ曰く「88ミリ砲の装薬量を落とさず水鉄砲なみに威力を落とす」くらい無茶な話。
懐園剣（かいえんけん）
アマテラスが作り出した神器であり、一振りの光剣と大太刀（実剣）とが対となっている。光剣は雌剣、大太刀は雄剣と呼ばれる。時や空間など次元を超え数々の強力な騎士に受け継がれたといわれる。「ミスト・ブレーカー」と呼ばれることもあり、単に懐園剣と表記した場合は、雄剣（大太刀）の方を指す事が多い。
意志を持ち、場所のみならず時間と空間すら超越して自在にジョーカー宇宙とタイカ宇宙を移動する。ときには同じ時間軸において、複数の雄剣あるいは雌剣が存在することもありうる。
雌剣はジョーカー宇宙でのみ本来の力を発揮し、雄剣はタイカ宇宙でのみ本来の力を発揮するという。雌剣はカイエンからミースに託された。雄剣はハリコンからアルルに受け継がれる。
新設定では雄剣、雌剣ともにガットブロウになっている。雌剣は通常サイズ。雄剣は鞘に納められたラングン（鞘に入ったままガットブロウとして機能する）。さらに雌剣には二つに分かたれた式神オフェロスの片割れが封じられている。実際は、雄剣の鞘も雌剣の刀身も、質量を持たない高次元存在である懐園剣本体に三次元空間で質量を持たせ、かつ本来の性能を封じるための「制御装置」に過ぎない。刀身から解き放たれた雌剣は太刀となり、鞘から解き放たれた雄剣は「太陽系ひとつ分」を収縮した質量兵器（ナ・イ・ン曰く、「遊星兵器（プラネタリ・ウエポン）」）となる。3037年→7444年のショウメ争奪戦ではマドラはこの解放状態の雄剣を振るってゴリリダルリハを始めとするサタンの軍勢と戦った。だが、その後ルシファ・センタイマが本来の姿となった際、雌剣は（再び刀身に戻った上で）なぜかセンタイマが求めるままに彼の得物となり、マキシが振るう太刀の姿の雄剣とせめぎ合った。カレン曰く「意志はあるが（作ったアマテラスと同様に）何も考えていない」というはた迷惑な存在でもある。

戦闘薬
強力な向精神薬で、兵士や騎士が戦闘時に殺戮行為をためらわないようにするために投与される。初期の設定ではAP騎士団などは常態的に使用していた描写がある。
ジョーカー太陽系の人類には既に薬物耐性が出来上がっており、天然の麻薬などは無害となっている。ただし、酒や煙草などの嗜好品や向精神薬の類は存在しているほか、裏では太古から作られている強力な合成麻薬や放射性麻薬が出回っており、進んで使用する代物ではないというだけで麻薬の類も禁制品という訳ではなく、重度中毒者のシャフトも他人には勧めない。ザンダシティなどは「（怪しい）薬屋の数なら星団一」と評される。酒や煙草に関しても第2巻60-62ページでは、2代目黒騎士ロードス・ドラクーンがパイプを咥えている。また、第3巻36ページではロードスとレオパルト・クリサリスが意気投合して昼間から出来上っているシーンが描かれている。
再生
高度な再生医療技術による「肉体の作り直し」。大雑把にいえば「脳が生きているうちに処置できれば墓を掘る必要はない」とプリズム・コークスは語っている。
社会では富裕層を中心とした「若返り」や「整形」を目的に行われる例が多いが、「脳以外をファティマと入れ替えた」バランシェやモラードの例もある通り脳の寿命までは延びない。また、従軍の際にも戦死する前に回収された負傷者は退役しても不自由ない程度に処置を施される。このこともあって、従軍することに対するハードルは低く、進学や就職の条件として兵役に就く者も多い。傷跡も消すのも容易だが、軍人も含めて騎士などは女性でも目立つ箇所以外は傷跡を遺す傾向がある。
生命維持が停止し、脳への酸素供給が短くない時間停止していたとしても脳障害もなく生き返らせることは可能だが、きわめて特殊な例を除いて「個人としての記憶」が失われるため、そういった意味では完全ではない。
ドーリー
MHを運搬する車両。MHの騎体のほか、修理設備と部品・オプション兵器などを搭載する。搭載MHは1騎で騎士が車長を務め、騎士とファティマや部下や客人などが住まう居住施設も備える長期滞在が可能なものが多い。地上走行型をモータードーリー、浮上飛行型をエアドーリーと呼ぶ。
ドラゴン（セントリー）
ジョーカー星団の守護者であり、ボォス星に生息する巨大な体を持つ5匹の巨竜。その力はテレポートでの移動も可能で、放たれた一撃はバスター砲さえも凌ぎ、惑星を消滅させる力をも持つ。個体進化し、時を経て消滅して幼生として転生。長き養育の後に再び巨竜となる。分泌物がドラゴン・ドロップと呼ばれる宝石。養育の代償として人に支払われるのが命の水。それぞれL.E.D.ドラゴン（幼生名すえぞう、新設定ライブ・コントローラーまたはライブ）、フェザー・ドラゴン（幼生名楊貴（やんぎ）、新設定パルサー・フローラ）、サンダー・ドラゴン（幼生名ショウメ、新設定ブラウ・ブリッツまたは雷のブリッツ）、ジェット・ドラゴン（新設定カラット・ヴィンダー）、アース・ドラゴン（新設定マグマ・バイブレーション）。また、タイトルにもなっている5つの星はドラゴンを指すともされる。
新設定ではボォス星における超常の力とされ、ライブを除いては通常は詩女以外には人の目には見えない存在となった。このため魔導大戦緒戦でカステポーに踏み込んでジェットに制裁された連合騎士団も目に見えない力で消滅させられたことになった。人の目にも見える姿が幼生である。幼生名は前設定からそのまま引き継がれた。
それぞれ縁の深いファティマがいるようで、ライブはアトロポス、ブリッツは静、カラットはエスト、マグマはクーンといった具合。
ドラゴン・ドロップ（セントリー・ドロップ）
ボォス星に生息する5体のドラゴンの分泌物。宝石として星団最高の価値を誇り、所有者はドラゴンにより願いを叶えられると言われている。色はドラゴンにより異なり、これまでサンダードラゴンがファティマ・静に与えた青色の物と、すえぞう（L.E.D.ドラゴンの幼生）がラキシスに贈った赤色の物とが登場している。
新設定ではドラゴンがセントリーに変更されたことに伴い、こちらもセントリー・ドロップと名称を変えている。
5つのセントリー・ドロップから成る首飾りがラーンの至宝ファイブスターである。身に付けているだけで死んだ人間も蘇生するという大変な代物。
命の水
ドラゴンの幼生が人々に与えるとされる、どんな願いでも叶えられるとされる物質。L.E.D.ドラゴンによると幼生の養育には人一人の人生を費やす程の年月と労力が費やされる為、その代償として与えるという。
その者の持つ「力」の増強のみならず、死者の蘇生も可能とし、ボスヤスフォートがアマテラスに対抗する為これを探し求めていた。かつてサタンたちもこれを求め人類に戦いを挑んだこともあった。
血の召喚（マジェスティックスタンド）
貴重な血またはセントリー・ドロップと引き替えにしてセントリーを召喚する技。これについては第6巻冒頭でソープが乗り合わせたバスの中で母親が子供に読み聞かせていた童話の内容そのもの。
3030年、ボスヤスフォート率いる枢軸軍によるハスハント侵攻時、事前に楊貴の転生を抑えていたムグミカが超帝國の騎士カイエンの血と自身の処女血をもってスタント遊星にいるナインを楊貴の体に召喚し、ベイジを焼いてボスヤスフォートを退けた。
4100年、アトロポス、クローソーの血の召喚による「ライブの閃光」（旧設定クェーサーフレーム）によりデルタ・ベルン星が消滅する。これはアトロポスが養育の代償に命の水やセントリー・ドロップを受け取らぬかわりにすえぞうとの間で結んだ約束による。
18097年、ジュノーで念導士ブラパと彼が誘拐した人々を実験台に作り出した怪物“ファティマ”に戦いを挑んだモンド・ホータスとバナロッテ・ナフマーニャを助けるためブラパの実験で老婆のような醜い姿にされていたモンドの許嫁の少女がライブを召喚してファティマとブラパを滅ぼした。

バスター砲
AD世紀に超帝國が開発したバスター・エネルギーを利用した強大な威力を誇る兵器。その想像を絶する威力により、戦争での使用は星団法で全面使用禁止となっている。しかし反面、国家の主な艦船には装備されており、MHにもオプションとして用意している騎士団も少なくない。そのような状況下でバスター砲が滅多に使用されずにいるのは、バスター砲で土地を破壊してしまうと占領する価値がなくなってしまうため、また前述の星団法による規制により、戦場でバスター砲を使用した国家は他国から孤立してしまうためである。
構造により3種類に分けられるが、種類による威力の違いはない。
バスター・ロック
砲身とイレーザー・エンジンが一体となっている形式。巨大になるために艦船などに装備されることが多い。ユーバー・バラダ大公やシーブル国軍が使用したが、前者は発射前にK.O.G.のバスター・ランチャーで逆に撃ち落とされ、後者はシュペルターのバスター・ランチャーにて砲弾を対消滅されている。
バスター・ファウスト
砲身とイレーザー・エンジンが個別に存在する形式。MHが装備するサイズも可能だが、対MHには命中しないので意味がない。
バスター・ランチャー
砲身のみでイレーザー・エンジンは他で用意する形式。エンジンにより威力が変わり、エンジン側の出力制御により威力が変えられるという特徴がある。サイズは最小のA型から最大のE型までが存在する。本来使用できない兵器であるが、MHが装備するのはこの形式がほとんど。固定装備としているMHはミラージュ騎士団のみである。砲身を二つ折りにして携行しやすくしているK.O.G.や、E型のうえエネルギーをカートリッジ化して連射を可能としているヤクト・ミラージュまで様々。新設定では、マグナパレスが装備するバスターランチャーは数発分のエネルギーをチャージする事が可能で、第16巻で連射している。

フェザー（F、Fesor）
全星で流通、使用される通貨。価値は1フェザー≒500円と設定されている。貨幣や紙幣には高度な偽造防止対策が施されているが、一般にはクレジットカードが普及しており、現金が用いられることは取引の際の見せ金や設備が整っていない一部地域を除いてほとんどない。「フェザーゴールド（F-G、1フェザーゴールド＝1000フェザー≒50万円）」と呼ばれる高額金貨も存在する。
前述の通り、価値は1フェザー≒500円だが、作中ではルビで日本円に換算した額が「一桁少なく」表記されていることが多い。作中の表記が正しい場合は「1フェザー≒50円」となる。地域や時期によるが、キャベツが2個から3個で1フェザー（単行本5巻）というと、やはり「1フェザー≒500円」というのが正解。
モナーク・セイクレッド
クラウン大銀河の中心、時の停止する空間に存在する聖典と呼ばれる。「全宇宙の全記録を書き記された書物」、「この世の全てを手中に収めた者が求めるであろう聖典」とも伝えられ、時の支配者や一部の識者がその存在を知るが、それを見た者はいまだかつて存在していなかった。また、その存在に関しての情報が全ての生命体の生体コードの表面に刻まれている。
ファティマ 光のタイ・フォンによる永き解析により、その実態とは過去現代未来にかけてクラウン大銀河に存在する（した）総ての人間の誕生から死までの詳細を記憶する（した）媒体の集合体であることが判明。さらに後年の解説では、機械で形成された「数式生命体」だと明かされている。
詩女（うため）
旧設定のアトール聖導王朝女帝。ボォス星に現れ、非戦を説き人々から崇拝される聖女。炎の女皇帝ナインと歴代の詩女の記憶を継承しているとされ、AD世紀以前の時代から星団暦に及ぶ過去と遙か未来にも及ぶ膨大な知識を持つ。ナインの実子でヤーン・バッシュ・カステポー超帝國王女の妹（ヤーンの子であるカイエンの叔母）にして初代詩女詩女原母（うためげんぼ）とも呼ばれる花の詩女ラーンから継承され、後継者を前の詩女が「認承」することで受け継がれる。新たな詩女は約1年間生まれ故郷に戻り、再びラーンに戻る都行きと呼ばれる儀式において記憶の整理を行う。スコーパー能力を持つことが絶対条件で詩女同士の間で血縁関係はない。詩女はセントリーの加護を受けており、前述の至宝ファイブ・スターとMHジ・エンプレス（新設定GTMディー・カイゼリン）を所有する。
ラーン以降の代表的な詩女としてアマテラスの誕生を予言したにぎたまの詩女ナカカラ、ラーンから送り込まれアマテラスの最初の妻となり早逝した荒魂の詩女リトラー（メル・クール・リトラー）、剣聖スバースの直系にあたり剣聖カイエンを薬物による仮死状態から復活させ、AFクーンの預かり手となった晴天の詩女ボルサ（ボルサ・バスコ）、コーラス王家ピアノ・メロディとの“不倫”により不義の子であるファティマガーランドナトリウム・シング・桜子を成して詩女の力を失い地位を剥奪された沈黙の詩女フンフト、ハスハント国王コレットの孫であったため、わずか二人での都行きを行って詩女となり、モナーク・セイクレッドの秘密まで預言し、モラードにタワーの製作を依頼した転生の詩女ムグミカ。そして、カイエンとヤーボの間に誕生し、ボスヤスフォートとの戦いを経て「魔導大戦」を終結させた（させることになる）時の詩女（とわのうため）マグダルなど。歴代詩女の名は聖宮ラーン（旧称ハ・リ）、ナカカラ王国、ボルサ諸島列島などボォス星各地に残っている。
劇中現在（3030年代）、ムグミカの死とともに、ムグミカから認承されていたマグダルがボスヤスフォートとの戦いでスコーパー能力を喪失し、「楊貴」の姿を借りたナインの指名によりフンフトが再び詩女になっている。
2013年の連載再開後の大幅な設定変更は詩女の設定を盛り込んだためで、年表も詩女を中心に書き換えられた。
ジ・エンプレス（ディー・カイゼリン）
詩女が持つ超帝國からの遺産であり、炎の女皇帝のGTMシュッツィエン（旧設定「焔星」）のエンジンを搭載された強力なGTM。星団一美しいGTMと呼ばれる。ミグノシア大動乱において剣聖デューク・ビザンチン、AFインタシティと共にハスハを守った伝説のGTM。ムグミカからシバレースの称号と共にヤーボに贈られた。寿命の尽きるインタシティへの餞であったようで、インタシティの最期に立ち会ったヤーボとボードを除く騎士（バルンガとスクリティ隊、ハレー）、ファティマ（コンコード、スパリチューダ、ビルト）が魔導大戦でハスハを守る戦いの軸となる。ヤーボの死後、息子デプレの力が天位騎士と知ったカイエンの命でAFコンコードと共にデプレ・カイエンが受け継いだ。魔導大戦の後、アマテラスが所有することになり、モラードがムグミカの依頼で製作したAFでミラージュ騎士タワーと共に物語の最終幕におけるフォーチュンで最後の戦いに参加することになるらしい。

天照家典星舎
ダイバーたちを統括する最大のギルド（旧設定のダイバーズ・パラ・ギルド）。長は先代の長にして母たるアマテラスのミコトからその地位を受け継いだアマテラスのミカド（メル・リンス）である。天照家は有史以来代々優秀なダイバーを輩出する一族であり、初代フォーカスライト以来、グリース王朝を維持するためにも使用される「魔導力による暴力装置」でもあった。作中では星団最強の諜報機関とも言われ、A.K.D.軍の情報部などは閑職扱いされている。
システム・カリギュラ
「カリギュラの手」などとも称される謎の集団。「国家の執事」として契約関係にある国家に有益な情報を与え、覇業を補佐する歴史の黒幕であり、各国にGTMを配給している。その実体はAD世紀に創立されたガーランド（ここではGTMやファティマの開発者という意味ではなく科学者集団という意味）でありスタント遊星太陽系の調査が本来の任務。彼らは喪われた技術であるサイボーグ（重合人間）で超帝國の騎士級の実力者揃いであり、創立された星団暦以前の時代から生き続けている者も多く、登場した時点で数少ない「アマテラスより年上な連中」であるが、ツバンツヒがそうであったように世間知の低い者もかなりいる。「シオの門番」は代表騎士団。前述通りスタント遊星に拠点があり、単機での恒星間飛行能力と光学迷彩機能を備えたGTMゲートシオンで星団のどこにでも現れ、介入する。ただし、その理由は単なる知識欲の探求でしかなく、その所業からモラードには饕餮と呼ばれ、様々に批判されるカリギュラだが、マウザーに言わせると対象が人工生命だろうとなんだろうと「偏見がない」のが美点。その理由はカリギュラの指揮官クラスのメンバーは超帝国の皇帝団など支配者層の記憶を受け継ぐコピー人間だからであると語られている。
だが、彼らにも手出しが出来ない存在として詩女、アマテラス、クローム・バランシェと運命の三姉妹が挙げられる。アマテラスとは一応敵対関係にあり過去にアマテラスに近づき“消された”者も少なくない（もっともスタント遊星攻防戦ではアマテラスと共闘している）。彼らが引き起こした星団史最大の事件が451年に起きた詩女暗殺計画。星団中の国家を巻き込んでラーンの殺害を目論むがラーンの「都行き」に同道したドナウ帝国の皇子サイレンの活躍により阻止された。この後、サイレン皇子は分裂していたドナウ帝国と太陽王国を統合してフィルモア帝国を建国する。また、僅か1年の剣聖期間で短い生涯を閉じた剣聖ハリコンはカリギュラとの戦いで命を落としたとされている。星団暦初頭にストーイ・ワーナーの名でGTMガーランドとして活躍したエルディアイ・ツバンツヒはアマテラスへの知的好奇心が恋愛感情にまで高まってしまい、システム・カリギュラを裏切ってミラージュ騎士スペックとなっている。ツバンツヒはユーゴ・マウザーの手によって追討を受けるが、自分たちの（「ショウメを守る」「懐園剣を追う」などといった）目的にも合致するということもあって、結局マウザーもラキシスに忠誠を誓ってミラージュ騎士となる。彼の配下もまたラキシスに忠誠を誓ったため、上述のアマテラスとの共闘関係につながっていくことになる。
ポリメリゼーション・キャスター
超帝国にて開発された技術によって作られたサイボーグ。生物の肉体全てを重合物質に転化することでジョーカー人の数十倍の寿命とモーフィング変形による武器化という戦闘力を手に入れることが出来る。公にはロストテクノロジーであり、システム・カリギュラを始めとした組織も技術を秘匿している。
厳密に言えば、姿と記憶をコピーした別の存在を作り出す行為であり、転化する本人の主観的な意味では延命とは言えない。

## 主要な惑星と主要勢力等
ジョーカー太陽星団は、イースター、ウェスタ、サザンド、ノウスの4つの太陽系と、移動性太陽系スタント遊星によって構成される。クラウン大銀河の中にある星団で、我々の宇宙とは別にある。56億7000万年後の変わり果てたジョーカー太陽星団にはフォーチュンという星が存在するらしい。

### イースター太陽系
ジョーカー星団の第1太陽系。「東太陽系」とも言う。惑星には太陽に近い軌道順にピョトー、アドラー、デルタ・ベルン、バルーン、シュルース、ラワス、コートがあり、さらに外側に恒衛星シミターがある。人間の居住可能な惑星はアドラーとデルタ・ベルン。
惑星デルタ・ベルン
イースター太陽系第2惑星。隣の惑星アドラーとは二重惑星。地球と近い星年齢と気候を持つが、平均気温はやや低く、赤道直下においても、地球の沖縄程度である。氷河期から温暖期に移行しつつあり、氷河が溶け出しているため海洋が占める割合が多い。
北半球を占めるエイダス大陸の他に、ソドン大陸、南北に二分されたナルキア大陸で構成されている。総人口は約34億人で、その多くはエイダス大陸の東方10か国周辺に集中しているため、南半球には豊かな自然が残っている。
王政を敷く国家が多い。星団暦2899年、グリース王国により惑星全土が統一され、星全体が政治的にも経済的にもきわめて安定したA.K.D.という連邦国家となっている。
人類の歴史は古く、星団暦以前からカラミティ・ゴーダースとの確執が根強く残っているため、アドラーやボォスを舞台に代理戦争を行う事もしばしばであった。
その他に「ジョーカー人類発祥の星」の座を廻ってカラミティ・ゴーダースと争っており、デルタ・ベルン側は人類の進化の形跡が残っている事を根拠として起源を主張している。
4100年、ライブの閃光で消滅する。
A.K.D. （“Amaterasu Kingdom Demenses”; アマテラス・キングダム・ディメンス）
アマテラスのミカド（天照帝）が治める、惑星デルタ・ベルン全土を占める星団最大の連邦国家である。その中心はアマテラス家が代々治めるグリース王国等10カ国からなる天照王朝（「東方10か国」とも）である。
公式の筆頭騎士団はゴーズ騎士団（命星親王騎士団）だが、アマテラス直属の私設騎士団「ミラージュ騎士団」（東方第一等幻像軍団）が事実上の筆頭騎士団と見なされている。ミラージュ騎士団はアマテラス自身が設計に携わった新型機「レッド・ミラージュ」を初めとする「ミラージュシリーズ」と呼ばれる数十体のMHを保有する。ゴーズ騎士団の主力MHはブラッド・テンプル。筆頭騎士は不明。旗艦はベル・クレール、後にザ・ウィル。
天照王朝（東方10か国）
グリース王国を筆頭とする天照家の支配する集合国家群の総称で、天照家に縁のある王族・貴族が国家を運営している。ただし10か国にある全ての土地の所有権は天照帝個人にあり、各王家は土地を借り受ける契約をしているということになっていて、アマテラスの下には（主に税金から）莫大な「賃貸料」が納められている。
グリース王国
天照家が直接統治する王国。その起源はAD世紀にまで遡る非常に歴史の古い王国で、王朝10か国の長を務めている。首都グリステリアはA.K.D.の首都でもあり、地上部と島全体を空中に浮遊させた外宮の「フロートテンプル」から成る。グリステリア地上部にある全長9.7kmを誇る巨大な内宮は、宇宙からでも形状が確認できるという。
内部にコーダンテ大公国、クリサリス公国、オービット王国、ライム公家領、ヘンシェル家領、エミーテ家領などの周辺王家の運営する領地が複数存在する。
天照家直轄の兵学校「グリース王立内宮高等学校」がある。小学部・中等部・高等部からなる一貫校で、普通科と騎士科がある。貴族に限らず家柄を問わない一般家庭の子女も入校可能で、名家といえど厳正な入試合格が求められる。ほか、天照家魔導組織「典星舎」も一貫校であり、高専に相当する専門部がある。天照家直属の典星舎女官や魔女たちはすべて同学び舎出身である。
バビロン王国
グリース王国の北に接する、バビロン王家の治める国家。内部にダグエラン領を含み、グリースに次ぐ地位にあるA.K.D.の中心国家。国王はファルク・U・ログナーで、首都はファルス・バビロニア。
アトワイト公国
アトワイト公エックス家が代々治めている領地。首都はアトワイト。
クロス王国
東方10か国の中で最も北に位置する国家。コーダンテ大公家の領地でもある。魔導大戦開始時の領主は、ミラージュ騎士のランド公爵であった。首都は魔法都市グリッド・メルツァーク。
ルーマー王国
かつてメルカ公家が治めていたが、3007年に前コーダンテ大公アイシャが女王となった後は、実質コーダンテ大公家の領地となっている。後年は、コーダンテ家の親類であるイーシ・ルーマー王女が継ぐ予定。
シウト公国
バビロン王国の西に接し、属国でもある。首都はシート。
パストーク
東方10か国の中では北西の端に位置する国家。首都はトークォ。
パスポート
グリース王国の南西に浮かぶ島国。首都はカラメー。
ムスルチカ王国
グリース南の島の大半を占める王国。王都はムスルチカ。
フェイツ公国
フェイツ公家（=バランス家）が治めるA.K.D.の学問の中心地。人口は約6万人と非常に少ない。
かつての領主リチウム・バランスが星団で初めてファティマを生み出した地でもある。東方10か国の西に位置するエラン連邦の構成国であるが、天照家との親交が深く、星団暦3020年に天照王朝に加わっている。
外伝『プロムナード』の舞台となったメサ・ルミナス学園があるのもこの国である。
クローム・バランシェ公爵の死後、養女のミース･シルバー・バランシェ伯爵が受け継いだが、魔導大戦勃発後は拠点をボォス星のトリストに置いており、公国はアドラー星バストーニュに残る旧バランシェ邸の執事たちが管理している。
その他
ミューリー王国
メルカ公家の一族、ミューリー・キンキー王女の母国。
スカタ・グリース統治領
グリースの南に位置する島国。クリサリス公家の領地。
シャール公領
ランド公こと、ランドアンド・スパコーンの旧領。
ガス・ガル連邦
南半球のソドン大陸に存在する連邦制国家。ここ以外にもAKDに完全に同化していない国家はいくつか存在するがガス・ガルの場合、中央のパライア国籍を取得した人間は前歴を問わず受け入れるという特徴がある。更に国立のパライア高等学校には「霞政科」と呼ばれ、騎士の中でも汚れ仕事とも言われるニンジャを養成する学科があり、パライア自体がニンジャの派遣などを主産業とする傭兵国家となっている。構成員は上忍から中忍、下忍と厳しい階位が定められており、表の騎士以上に厳しい守秘義務も存在するため、その掟を破れば厳しく処罰され、逃亡すれば「抜け忍」として地潜りと呼ばれる刺客に追われることとなる。
惑星アドラー
イースター太陽系の第3惑星。軌道は第2惑星デルタ・ベルンの軌道のすぐ内側であり、二重惑星といわれている。
AD世紀の頃から長年植民星としての地位にあり、デルタ・ベルンとカラミティの対立に翻弄されることが多かったが、星団暦以降の天照家の台頭によって他国の影響力が減少すると共に力を付け始め、最終的に独立した地位を獲得するに至っている。
大ロマン大陸、小ロマン大陸、アダマス大陸、ヨーグン大陸で構成されており、トラン連邦共和国、バキン・ラカン帝国、ダスニカ神聖連合の3国に寄り添うようにして複数の国家が点在している。
旧設定では、乾燥気候が広がり、人間が居住するにはあまり適さないとされていたが、『F.S.S.DESIGNS 2』において、他星からの観光客も多い快適な気候の星とされた。
3159年、アマテラスの星団大侵攻の第一歩としてわずか15騎のLEDミラージュにより制圧され、以後A.K.D.の工業星としてウィル建造などに関わる事になる。
トラン連邦共和国
アダマス大陸のレント自治連合、シュリーズ共和国、ラ・バカン共和国を中心とした小国や自治区から成る民主制連邦国家。首都はトラン共和国のノーフォート。
星団7位の軍備を持つものの、筆頭騎士団や筆頭騎士、旗騎は特に置いておらず、連邦公安騎士団（SPI）が筆頭騎士団相当、ミッション・ルース大統領の私有騎であるクルマルス・ビブロスが旗騎とみなされることが多い。主力MHはヌーベル・イザッド。
自由な気風の国で芸術や工芸が栄える。ファティマ・マイトも多く在住する。
トラン共和国
連邦首都ノーフォートが含まれる、トランの立法機能を担う国家。単独の共和国としての機能はほとんど持っておらず、行政機能などは連邦議会が持っている。
ラ・バカン共和国
バキン・ラカンとの貿易のアダマン大陸側の中心として栄えている共和国。共和首都はナンシーズ。
シュリーズ共和国
トラン南に位置する共和国。学術都市バルチック・アカデミーがあり、数多くの政治家、学者を輩出している。共和首都はダルメクスタン。
レント自治連合
かつてのレント王国で、トラン連邦の一部でありながら旧王制の一部を引きずり、立憲・司法を独立して行う立場にある。
ファティマが誕生した星団暦2300年代、当時の国王ビギハの在位120年記念行事において、王孫ジェスター王子が、王国騎士団に貸し出され、ジェスターの后アラド（剣聖ナッカンドラ・スバースの次女）に優先使用権が与えられていたファティマ「ザ・ニーヴ」から「マスター」と呼ばれた出来事により、星団法に「ファティマは完成時、『お披露目』によって自ら相手となる騎士を選ぶ権利を有する」との事項が設けられ、それまで国家や騎士団が有していたファティマの保有権は騎士に移った。この一件がきっかけで、ファティマのお披露目はトラン国内にて行われるしきたりになっている。
第1話の舞台となった自由独立都市バストーニュや、クローム・バランシェの屋敷もこのレント自治連合に含まれている。
バキンラカン帝国
大ロマン大陸北部に位置。首都はラッカ。フィルモアなどの大国から独立した経緯があり、現在でも国内にフィルモア領（エラルド島）が存在し、フィルモア王家の1つダイ・グ・フィルモア家が領主となっている。政治的には中立であることを国是とする。騎士専門の高等学校ベイ・ポイントがあり、各国から在野の騎士たちが集う。
君主である聖帝は、騎士の力量を瞬時に見抜くという特殊な能力を代々受け継いでいる。これにより、騎士に剣聖以下天位の称号を与える権限を有する。なお、騎士でもあるフィルモア皇帝やその代理騎士に対して、特別に「ハイランダー」の称号を授与している。
星団暦3030年現在の聖帝は前帝ミマス・サオリレナの娘カンパー・ラ＝シーラ。筆頭騎士はママドア・ユーゾッタ。旗騎のクルマルス・バイ・オ・ラはトラン・ルース家のクルマルス・ビブロス、フィルモアのアビエン・ヒートサイが有するクルマルス・バイロンと兄弟騎で、超帝國の騎士ナッカンドラ・スバースにゆかり深いMHである。主力MHはフェードラで、筆頭騎士団「ラッカン・フェードラ騎士団」の名はここから採られている。永世筆頭騎士はディモス・ハイアラキ。
ディ・ヨーグン統一連邦
ヨーグン大陸の諸国家（ポー・ヨーグン、マブーブ連合、ライ・ヨーグン青民帝国）が連邦を組み、魔導大戦が終結した3075年に誕生した。初代大統領はダジャー・ビームス。
ナッカンドラ・スバースの妻で、デューク・ビザンチンとディモス・ハイアラキという2人の剣聖の祖母となり、「トラン連邦の始祖」とも言われるダイバー、サローン・バスコの出身地である。そのトランとは建国後より緊張関係にある。
星団暦3159年に始まる天照の星団大侵攻は、この国の都市グラスフォートへのミラージュ騎士団の侵攻から幕を開けることになる。
ダスニカ神聖連合
大ロマン大陸中部に位置。トラン、バキンラカンと並ぶアドラーの主要国。魔導大戦終結後、北隣のバキンラカンとの関係が悪化する模様。現在の皇帝はアグラハ。首都はダスニカ。

### ウエスタ太陽系
ジョーカー星団の第2太陽系。「西太陽系」とも言う。惑星には太陽に近い軌道順にトゥルス、ボォス、アンスリノ、カーマントー、ステンがある。カーマントーの公転軌道の外側に宇宙都市イズモ・アストロシティが存在する。人間が居住可能な惑星はボォス。その他、鉱業資源の採掘地として重要なカーマントーにも移住コロニーがつくられ、数千万規模で人が住んでいる。
惑星ボォス
ウェスタ太陽系第2惑星。AD世紀に植民された惑星で、星団暦以降にミノグシア連邦、後のハスハ連合共和国が成立するまではアドラーと同じように列強国家の影響を絶え間なく受けていた。星団暦2000年頃からその他の国家が次々と誕生し、現在の国家構成に至っている。なお、ボォスの名称は星団暦562年に改名されたもので、それ以前はカーマインと呼称されていた。
主な大陸構成はミノグシア大陸と、その西にカステポーを有し、南部にコーネラ帝国のあるナン大陸、そして東にメヨーヨのあるグンカ島（メヨーヨ島）を跨いでバッハトマ帝国、ガマッシャーン共和国のあるハツーダン大陸となっている。
気候は比較的乾燥しており、ステップ地帯が広がっている。また海洋部が少なく、ほとんどの大陸が陸続きとなっているが、各地にドラゴンによる攻撃の痕跡が見受けられる。
人口は約120億と、星団の惑星の中でも最も多い。また、一部地方には少数民族ミミバ族が住んでいる。
ナン大陸のカステポー地方は、超帝國時代の人類との契約によりドラゴンの聖域として、いかなる国家の統治・軍事行動が許されない不可侵の土地となっており、ある種の無法地帯となっている。この契約はアマテラスのボォス制圧後も守られ、この地を中心に反アマテラス勢力が復興し、コーラス6世による星団解放へと繋がる事になる。
アトール聖導王朝
アトール聖導王朝は実体を持たない国家である。政治的実権も領土も持たず、象徴としてのみ存在する。しかし、ミノグシア民族の精神的な支柱として絶大な支持を得ている。
王朝はAD世紀からの超帝國の血統を受け継いでいるが、アトール皇帝（「アトールの巫女」とも呼ぶ）は血縁による世襲制ではなく、全ての民衆の中から前皇帝からの託宣により選ばれ任命される。皇帝は、すべて強力なパラ・サイマルである巫女であり、代々の記憶と力を受け継いでいく。
皇帝唯一の法的権限は、皇帝を守る騎士「ネードル・シバレース」の任免である。ネードル・シバレースは通常、旗騎「ジ・エンプレス」に騎乗する。
皇帝の座は、先帝ナトリウム・フンフトがジュノーのメロディ公ピアノとの不倫によって廃除され、ハスハ代表議長ラオ・コレット・クルルの孫娘ムグミカに渡るが、3030年の魔導大戦開戦と同時にムグミカは戦死し、フンフトが暫定的に復帰した。ムグミカは生前に剣聖ダグラス・カイエンの娘マグダル・ビートを後継者に指名していたが、正式なものとはなっていない模様。ネードル・シバレースは2997年のごく短期間にヤーボ・ビート（マグダルの母）が就き、ヤーボの死後2998年にカイエンがAP騎士団総団長と兼任で就任した。カイエンの戦死後は空席となっている。
2013年の連載再開後の新設定により聖導王朝の設定は「詩女」と刷新された。詳しくは劇中用語「詩女」を参照。
ミノグシア連合
ミノグシア大陸の赤道上に位置し、超帝國の末裔である12か国を束ねた国家連合である。
前身であるハスハ連合共和国の成立は星団暦2800年頃の事で、それ以前には崩壊した超帝国の末裔が興したとされるギーレル王朝ハスハ帝国とハスハント王国による、アトールの巫女とその在所である聖宮ラーンを巡る争いが絶えず行われていた。
皇帝ナカカラ在位時の星団暦2000年代初頭には聖宮は東西に分裂し、フィルモア、コーラス、クバルカンの諸国や天照家のダイバー組織「典星舎」が介入する事態となった。この争いは星団諸国の国家主権を拘束する憲法的条約「星団法」制定のきっかけになった。また2500年代に聖宮とギーレル朝ハスハが組んだ「ミノグシア連邦」とハスハントとの間で起こった戦争は「ミノグシア大動乱」と呼ばれ、ナッカンドラ・スバースの孫に当たる西ハスハントの王子デューク・ビザンチンの活躍は2900年代においても語り継がれている。
その後もミノグシア連邦とハスハントは大陸全土を巻き込んだ戦乱の末統一され、ハスハントの王都ベイジ（ハスハントと呼ばれる場合もある）を首都としてハスハ連合共和国が成立することになる。
3030年、バッハトマ魔法帝国の宣戦布告により「魔導大戦」が始まると、ベイジはバッハトマ軍の急襲を受けて陥落し、代表議長（「民政王」と呼ばれる）ラオ・コレット・クルルは戦死した。連合議会と軍司令部はハスハント西部の都市スバースに移動するが、中核であるハスハントが事実上滅亡したことでハスハ連合共和国はその機能を喪失し、一部の構成国は連合議会からも独立した。筆頭騎士団であった「AP騎士団」はなおその名称こそ残っているものの、司令系統は分断され、国家騎士団としては解体同然の状況下にある。
魔導大戦前のAP騎士団は13の騎士団から構成されていた。旗騎は流動的で、星団暦2997年から魔導大戦勃発まではカイエンの私有騎であるシュペルターを旗騎としていた。筆頭騎士であるAP騎士団総団長は2997年まではマイケル・ジョーイ・ギラ、2998年から3030年まではカイエン。カイエンの戦死後は一時的空席を経て、3045年よりカイエンの子デプレッサー・ビートが就く。主力MHはクルマルスを製作した名工ゼビア・コーターの手になるA-トール。
ハスハント共和国
ミノグシア大陸西部の端に位置するハスハ連合共和国議会・アトール皇帝を有する中心国家。首都ベイジ（ハスハント）は連合全体の首都も兼ねている。
かつてはクルル王朝ハスハント王国としてミノグシア大陸西部をまとめ、東のギーレル王朝ミノグシア連邦とアトールの巫女を巡る争いを繰り返していた。
魔導大戦開戦と同時に首都圏が戦場となり壊滅。コレット民政王は実の孫でもあるアトールの巫女ムグミカ、AP騎士団総団長カイエンと共に戦死した。ベイジ陥落により西部のスバースに遷都したが、国家機能は失われつつある。
開戦時点のハスハの中心地としてAP騎士団スバース隊・スキーン隊・ドーチュー隊・スクリティ隊・ラーン近衛騎士団を配備していた。このうちラーン近衛騎士団は本来の駐屯地である聖宮ラーンに戻ったが、残る4隊は「ミノグシア連合AP騎士団」の名の下に、スバースの連合議会の統制下にある。
スバース市に連合最大級の教育機関、ハスハント国立スバース宮殿女学院がある。卒業者は行政の国家資格を自動で得ることができ、多くは国家の重要ポストに就く。首都には名門の兵学校ハスハント国立ベイジ高等学校があり、こちらは男女共学である。
ギーレル・ハスハ王国
かつてのギーレル・ハスハ帝国、ハスハ連合に編入された後は共和制を採っているが王国を名乗っている。首都はパーフェーン。
魔導大戦勃発時はAP騎士団パローラ隊と、MH保有数の多いスパチュラ隊が駐屯していたが、スパチュラ隊が分裂してギーレルを離れてしまったため、残ったパローラ隊が「ギーレル・パローラ騎士団」として、侵攻してきたジャスタカーク公国に対応している。
ナカカラ・クルル王国
大陸中部の南北に広がり、ハスハ東西を結ぶ要となっている王国。王都はナカカラで、名前はかつてのアトールの巫女ナカカラに由来する。ハスハント王家のコレット・クルル家はここの王家の支流であった。
魔導大戦時はAP騎士団の中でも屈指のMH配備数を持つディスターブ隊が駐屯していたが、フィルモア帝国が進出してきたために身動きの取れない状況下にある。同隊はシーゾスから移動したマルコンナ隊の一部と共に「中部ミノグシア連合AP騎士団」と称し、ディスターブ隊隊長ダーナー・ラドンウェイ主導でフィルモアとの停戦協定締結に動いている。
第6話序盤の舞台として、フィルモア-メヨーヨ戦、コーラス軍やブーレイ騎士団の進駐、ワスチャ・コーダンテの初陣などの様々な出来事が起こった場所でもある。
カッツェー公国
連合に西端に位置する国家。首都はサスーン。
魔導大戦時にはAP騎士団・エンブリヨ隊が駐留していた。開戦後もエンブリヨ隊は駐留を続け、ギーレルを離れたスパチュラ隊の一部が防衛に回っている。両隊はスバースの連合議会の統制下にある
シーゾス王国
ハスハント共和国の南に接する王国。首都はスクワルト。
魔導大戦時にはAP騎士団・マルコンナ隊が駐留していた。しかし開戦後にマルコンナ隊は分裂し、シーゾスに残った部隊は「シーゾス騎士団」として国家防衛に当たっている。
ベラ国
ハスハント北の国家。首都はインクイン。
魔導大戦時はAP騎士団・ツラック隊が「北部ミノグシア連合AP騎士団ツラック隊」としてバッハトマからの侵攻に対する防衛を担っていたが、国境で出会ったあるマイスターの助力によって通常を遙かに上回るMH稼働数を保ち続けていたという。
バトラント共和国
ハスハ連合東端に位置する共和国。首都はダルタン。国土の一部がカステポーに隣接し、ドラゴンの周回コースにも入っている。
魔導大戦時にはギーレルを離れたAP騎士団・スパチュラ隊の一部が防衛に回っている。
イェンシング共和国
バトラントの隣、連合北端の共和国。首都はシドラ。国内にA-トール生産工場を持つ。AP騎士団・ジャグード隊が駐留しており、魔導大戦開戦後は隣国バトラントに進駐してきたスパチュラ隊の一部とともに「バトラント共和国・イェンシング共和国AP騎士団」を構成している。
ボルサ諸島列島
ハスハント北西の海に点在する列島。名前はかつてのアトールの巫女ボルサに由来する。
ナオス国
ミノグシア大陸南東の半島を占める国。広大な領土のほとんどが砂漠地帯となっている。イェンシング同様国内にA-トール生産工場を持つ。首都はエダクダ。魔導大戦開戦後は隣国ナカカラと一体でディスターブ隊とマルコンナ隊（一部）が駐留する。
イースト・ハスハ
ハスハ連合共和国を構成する国の一つだが、カステポーの一部であるため、軍団などの駐留はされておらず、法律などの影響も一部にしか及んでいない。
魔導大戦時にウモス・カラン・ロッサムなど4か国の連合軍がこの地域を通過しようとしたが、ドラゴンの攻撃によって全滅している。
宇宙都市ダンダグラーダ
ウェスタ太陽系アンスリノ付近にある宇宙都市国家。ハスハの工場都市として機能しており、最も新しく連合に加盟した国家である。AP騎士団の宇宙騎行支隊で「最強の宇宙騎士団」と呼ばれるS-P-K（スペース・パイレーツ・キラー）隊が常駐している。
魔導大戦勃発後にS-P-K隊ごと連合議会から離脱し、独立している。

聖宮ラーン
イースト・ハスハにある小都市。アトールの巫女（新設定での詩女）の本来の在所である。神官議会による自治がなされ、騎士団「アイル・フェルノア」と「ラーン近衛騎士団」、高等教育機関「ラーン教導学院」が置かれている。なお、ラーンの名称は星団暦562年に改名されたもので、それ以前はハ・リと呼称されていた。
皇帝フンフトの失脚に伴い、新たな皇帝としてハスハ民政王コレットの孫ムグミカが選ばれたが、コレットは政治的意図からムグミカをベイジに置く事を望んだ。聖宮はこれを拒むことが出来ず、聖宮は巫女不在の状態となった。魔導大戦でムグミカが戦死し、ナ・イ・ンによってフンフトが暫定的に復帰することになったが、長い巫女不在で聖宮は腐敗が進んでいる。
ベイジのラーン近衛騎士団はムグミカ即位に伴って駐屯することになった分隊で、AP騎士団の一部とされるが、厳密には神官議会の統制下に置かれている。ムグミカの戦死によって神官議会は聖宮への帰任を命じたが、分隊長ニナ・エリスのみは命令を拒み、ミノグシア連合AP騎士団に加わった。また分隊員の一人であるヘアード・グローバーは、ベイジ陥落後は聖宮ともスバースの連合議会とも切り離された形で、ムグミカが後継者に指名したマグダル・ビートの護衛に当たっている。
バッハトマ魔法帝国
元々はシーブルというハツーダン大陸北部の小国であった。シーブルを独裁していたディ・バローに憑依していた超帝國の純血の魔道士ボスヤスフォートが、本来の能力を取り戻したことで興った。ボスヤスフォートを元首とし、ダイバー・パラ・ギルドに反発するダイバーを纏めるビューティ・ペール（ユーコン経済連合）を魔道士団長、黒騎士デコース・ワイズメルを筆頭騎士とする。首都はバッハトマ。
筆頭騎士団はバッハトマ黒騎士団。国家騎士団はバッハトマ重剛騎士団で、この他に六宝騎士団（ただしこれは複数の騎士団の総称らしい）が存在する。旗騎はデコースの私有騎でもあるバッシュ・ザ・ブラックナイト（新設定GTMダッカス）。主力MHは魔導大戦緒戦はアウェケン、のちにガストテンプル（新設定GTMカーバーゲン）。
ウースー共和国
旧シーブルと隣接した国家。長年シーブルからの影響を受け、2990年代には傀儡化していた。ナン大陸側にメトロ・テカ・クロムを産出するツアイハイ自治区を持つが、鉱山の環境を整備するための予算を組む権限もなく貧困化しており、独立を企むパルチザンが存在していた。3000年代にはユーコン財団によるテコ入れで渓谷を臨む景勝地・ルージョン市（ユーコン経済連合に同名の都市がある）として観光化が進められ、以前とは比べ物にならないほど都市化している。
メヨーヨ四奉開経連合朝（メヨーヨ朝廷）
ハツーダン大陸とナン大陸に挟まったグンガ島にある国家連合。その時代毎の有力者の治める都市が首都となっていたが、現在はクーバードサングに固定されている。
国家の規模はそれほど大きくないが、各地の豪族が大国との対抗で一体化している。しかし政治的には安定しておらず、各構成国が群雄割拠している状態である。その為に軍国主義による集団国家であり、全体での軍備は強大なものとなっている。
筆頭騎士団は108人の騎士から成るメヨーヨ108金剛遊撃騎士団（通称「ランナバウト騎士団」）。旗騎は筆頭騎士でもあるクラーケンベールの姫沁金剛（フランベルジュ・テンプル）。主力MHはアシュラ・テンプル（新設定GTMホウライ）。
コーネラ帝国
ナン大陸南端の半島に位置する、魔導大戦でその名を星団に知らしめることになる新興国家。
重工業と科学産業を重視し、バルター・ヒュードラーの元でMH、K･A･Nを開発、システム・カリギュラと契約した上でマヨール・レーベンハイトを始めとした騎士団をハスハへと派遣する。
ガマッシャーン共和国
レイスル3党首は共和国上位3党の党首からなる。但し、実際の政治は共和議会が取り仕切っており、3党首はそれを発表するだけに過ぎない。
国際的には鉱業国という以外に目立ったところがなく、国内にも著名な家柄は少ない。数少ない公家がマルグレス家であり、セントリー・マグマによって作られた「マグマ・バイブレーション山脈」からの資源採掘・精製を取り仕切る名家の一つである。
また、生産力は高く、主要なGTMはライセンス生産であるが、他国にもGTMを供給しているほどである。
2代目黒騎士ロードス・ドラクーンはかつてこの国の筆頭騎士であったが、2900年代半ばにその座を降りている。
魔道大戦時の筆頭騎士は、3党首の一人でもあるナオ・リンドー・レイスル（シュバイサー・ドラクーン）。ロードスの孫（母がロードスの娘）である。
旧設定では、騎士団はMHルビコンを使用する85名の宮廷騎士団「レイスル騎士団」とMHルビコンとコルサールを主力とする約900名の国家騎士団「ハララ騎士団」からなっていた。
新設定では、ガマッシャーン・レイスル騎士団はGTMスイセンを使用する「親衛騎士団」とGTMスコータイ他多数を使用する「レイスル騎士団」から構成される。
惑星カーマントー
ウェスタ太陽系第4惑星。メトロ・テカ・クロムを始めとする希少なレアメタルが豊富に産出される惑星で、各国の鉱山が存在する。しかし、惑星全体が濃密な有毒ガスに覆われている為、人々はドーム都市の中での生活を強いられている。
シージラック王国
「王国」の名を冠しているが、実際はドーム都市の一つを領土としているに過ぎない。もともとはジュノーの一国家であったが、戦争で領土が壊滅した為、将来の再起を賭けてカーマントーに亡命政権として移転してきた。星団会議にも一応名を連ねているが、他国よりも格下に見なされている。
出雲（イズモ）・アストロシティ
カーマントーに程近い宙域にある宇宙都市。現在の市長は泰千錫華。メトロ・テカ・クロム鋼を良質な「玉鋼」に加工する技術を持ち、その能力で自治権を獲得、他の植民地も含めた宇宙居住民のリーダー格としてその地位向上に努めている。近年ではDr.ダイヤモンド・ニュートラル主導で独自のMHを開発し、各国に売り込んでいる。

### サザンド太陽系
ジョーカー星団の第3太陽系。「南太陽系」とも言う。惑星には太陽に近い軌道順にアトス、オハマ、ジュノー、ソード、スーロウサ、グラシャン、ペントリ、オテットがある。人間が居住可能な惑星はジュノー。
惑星ジュノー
サザンド太陽系第3惑星。惑星改造をほとんど行われず入植が行われた惑星で、惑星固有の自然が多数残されている。
北半球の大半を占めるロンド大陸と、南半球にボリショイ大陸、カリーニン大陸、ペテルスファ大陸が存在しており、総人口は約70億人で、その多くが岩盤の安定したロンド大陸中央部で生活している。主要産業は農業。
惑星全体が温暖で、赤道付近は亜熱帯のジャングルが広がっている。惑星の年齢も地球で言えばまだ中生代と比較的若く、南半球では岩盤が安定していないため、人類は居住していない。
その不安定さと生活圏の少なさから、列強諸国はこの星の植民には消極的で（実際には2988年時点でフィルモア帝国はカラミティ崩壊後の移住先として食指を伸ばしていた）、それが結果的にこの星をAD世紀末期からのデルタ・ベルンとカラミティの争いの影響を受けにくくしたとされる。
A.K.D.が最後に侵攻した惑星となった他、星団暦18097年では（フォーチュンを除けば）星団唯一の人類生存星となっている。
コーラス王朝
ロンド大陸南東部に位置するジュノーの大国。3つの王家コーラス、バランカ、マイスナー家が協力して政治を行っている。国土はそれぞれの3家の領土とコーラス20世の代から分家したメロディ公領で成り立ち、星団暦3089年にハグーダ共和国を併合している。首都はコーラス領のヤース。
王国の歴史は星団暦とほぼ同時に始まったとされ、現在の体制を築いたのはコーラス19世（通称ディス・バイス）の代から、この時代ではさらに星団法制定へ関わったことでコーラスの地位を星団列強にまで押し上げるに至っている。
2989年、隣国ハグーダ帝国からの侵攻を撃退したが、筆頭騎士でもある国王コーラス23世（実際は10の桁は省略し単に3世と呼ばれている）と3世のパートナーであるファティマ・ウリクル、そして旗騎ジュノーン（エンゲージSR.3）を失う。他国不可侵を国是としているが、星団中で軍事技術が発達するであろう魔導大戦は無視できず、大義を設けて参戦する。
その後のA.K.Dによる大侵攻をしばらくは静観しカラミティ進行戦終結後A.K.Dの意向に同意するも、コーラス25世の代では反天照のリーダーとして星団中の騎士を受け入れ、黒騎士グラード・シドミアンと共に抵抗を試みるも敗れることになる。
超帝國剣聖ララファ・ジュノーンの「呪い」にも近い守護によってコーラス王家の長子は必ず騎士の力を持って生まれること、メロディ家取り潰しに関わる顛末、MHマイト「ナンブ」家の血を引いている点など、コーラス王家にはいまだ物語に関わる謎が多く残されている。
筆頭騎士団の「トリオ騎士団」は、その名の通りは3国の騎士団の連合体である。その内首都ヤースのコーラス城を守る12名の最精鋭騎士は「トリオ・デ・トリオ」と呼ばれる。3030年現在の筆頭騎士はセイレイ・コーラス王女。旗騎はダイアモンド・ニュートラルがジュノーンを解析して作り上げたジェイド・テンプル（エンゲージSR.3レプリカ）。主力MHはベルリン、後にベルリンSR2。
国内の名門校にウィンド高等学校があり、王朝関係者の多くは同校出身である。国立のコーラス王朝大学に進級できる資格が得られるため、各国から入校希望者が集う。
ハグーダ帝国
コーラス王朝の隣国で、星団暦2980年代末期の王は女帝アルメメイオス。
星団暦2989年、弱小国でありながら、強大なコーラス王朝に侵攻する。その陰にはフィルモア、ハスハ、クバルカンという列強各国の存在があった。主力MHは他国の技術と資金の援助により開発したマグロウ。
コーラスに敗れた直後に革命が発生、ハグーダ共和国となり、のちにコーラス王国ハグーダ領として編入される。

### ノウズ太陽系
ジョーカー星団の第4太陽系。「北太陽系」とも言う。惑星には太陽に近い軌道順にハリトン、カラミティ・ゴーダース、クラサ、ピョイト、ペスタコ、ムーパン、カナリがある。人間が居住可能な惑星はカラミティ・ゴーダースとペスタコ。
惑星カラミティ・ゴーダース
ノウズ太陽系第2惑星。イースター太陽系のデルタベルンとともに人類発祥の地とされている。どちらだかはっきりしないのは、星団暦以前のAD世紀の記録がほとんど残っていないからである。古い歴史を持った君主制国家が多い。
かなり年老いた星であるといわれており、造山活動などは ほとんど止まっている。寒冷地の多い気候であり、衛星軌道上に太陽光増幅装置を設置することで人工的に人類が居住できる環境を維持している。
星を南北に二分するように存在するグレート（大）・ショルティ大陸、イースタン・ショルティ大陸とキーヤ大陸に囲まれた「破壊洋<<バスターオーシャン>>」と呼ばれる海は、バスター崩壊によって形成された巨大なクレーターであり、その影響は大陸プレートにまで至っているという。かつてはここに超帝國の帝都が置かれていた。さらに西方、かつてスパチュラという国家が存在した地域には同じくバスター崩壊によって形成されたやや小さめのクレーターが存在する。もし周回する太陽系が存在するとして、それが最接近し地質学的にも不安定となるタイミングでもう一度これらの座標でバスター崩壊を発生させれば、恐るべきことに人為的にカラミティ星は破壊できてしまうことが懸念視されている。
星団の科学者の間では「近いうちにカラミティ・ゴーダーズ星は自然崩壊する」というのが定説となっており、フィルモアやクバルカンといった大国は崩壊後の難民の受け入れ先を確保するべく他星での軍事紛争に乗じ、あるいは意図的に紛争を引き起こすことで、それらの星々に大規模な移住地を確保しようと血眼になっている。
そしてその予測の通り、カラミティ星はA.K.D.の侵攻とスタント遊星の接近によって3239年に爆発・崩壊し、難民たちは魔導大戦で確保したボォスやペスタコの領地へと逃れることとなった。
大フィルモア帝国
大ショルティ大陸中部の過半部を占める、星団で最も歴史が古い国の一つ、その起源は超帝国時代のラント・フィルモア帝国にまで遡る。王家の血筋は超帝國時代より続いており、国民もそれを誇りとしている。首都はデュアンス。
AD世紀末期から星団暦初頭にかけて、ラント・フィルモアからカラミティ全土の統一を目指すフィルモア・ウエスト（太陽帝国）と他星への侵攻を進めるフィルモア・イースト（ドナウ帝国）の二大帝国に分裂していた時期を経て、星団暦535年に再び2国が統合され誕生したのが現在の大フィルモア帝国で、それまでにバキン・ラカンやクバルカン、ジャスタカークなどの国家が分離・独立している。
星団最大の軍事力を背景に、他国に強い影響力を持ち、他国の内乱や紛争に度々介入しており、星団暦2989年のハグーダによるコーラス侵攻の裏で糸を引いていた国家の一つでもある。
帝国の名の通り、複数の王国・帝国の連合によって成立する国家である。旧太陽王国の直系であるジー・ボルガ・フィルモア太陽正家、旧ドナウ帝国の直系であるブラウ・フィルモア家に帝国統合に功をなしたジー・ボリショイ・バルバロッサ家を加えて総本家たる三王家とし、それらの系列王家・従属王家、これに元老院議員を中心とした執政に携わる衛星王家を加えて400超の王家がさながら財閥企業のように帝国を形成している。
サイレン・ザ・グレートの遺詔により皇帝は世襲ではなく三王家・系列王家・従属王家のうちから元老院と円卓の騎士によって代々適した人物が選出され、中枢議会の最終決定によって任命されている。折しも魔導大戦前夜には「太陽王」の称号を持つドル・パーマネント・レーダー8世が退位し、エラニユース・ダイ・グ・フィルモア5世が即位した。だが、この手続に則って選出される皇帝よりさらに上に立つ階位として「皇位1位」たる皇太子が密かに存在し、有事にはこの皇太子が自ら皇帝に即位することで完全専制君主制に移行する二重統治システムを持つ。
2000年代末頃からは元老院に閉鎖的な徴候が見られており、元老院を取り仕切るバルバロッサ家共々帝国運営における権限が肥大化して健全性を失いつつある。フィルモア帝国の存続と繁栄という理想は堅持しているが、そのためには皇帝すら利用してことを進めるなどしている。
アドラーのバキンラカンやボォスのカステポーにも領土を持っているが、いずれ起こるというカラミティ星の崩壊を危惧してハスハにフィルモアの地盤を築き、将来帝国の全てを移すという目的のため魔導大戦に参入する。
筆頭騎士団は多くの騎士を擁する「ノイエ・シルチス」。これとは別に筆頭騎士である皇帝代理騎士「ハイランダー」、4名の皇帝直属騎士「アルカナナイツ」などが存在する。主力MHは星団三大MHの一つサイレンで、旗騎のプロミネンスとネプチューンはそのエボリューション・モデルである。3031年現在のハイランダーは皇帝エラニユース・ダイ・グ・フィルモア5世とクリスティン・V。旗艦はダランス。
帝国騎士の多くは帝国近衛兵学校出身で、帝国内から厳選された子女がエリート教育を受ける。中高大学の一貫校であり全寮制で、軍学校のため至って厳格な校風である。対照的にごく普通の公立校のひとつ、帝都デュアンス都立高等学校がある。かなり緩い校風であるが、意外にも出身者からアルカナ騎士や強天位騎士を輩出している。
クバルカン法国
大ショルティ大陸西部に位置し、サヤステ家やストラウス家と言った有力な騎士領による連合国家。「法」と「徳」を重んじ、厳格な戒律で自らを律するルーン騎士団によって治められており、国民からの信頼が厚く、他国から移り住む人も多い。フィルモアに次ぐ、星団でも有数の軍事力を保有する。首都はルナモア。
かつてのラント・フィルモアから分裂したフィルモア・イーストから独立するに当たって、システム・カリギュラの協力を得ていたとされ、その頃にバングの開発も行われている。
魔導大戦には難民救済という形で介入を開始するが、その目的はフィルモアと同じくボォス星への移民の足がかりを作るためである。
ルーン騎士団を擁し、旗騎は星団三大MHのバング（S.S.I.クバルカン）。主力騎はスチルコア。
ジャスタカーク公国
大ショルティ大陸南東部の半島に位置する小国。規模は小さいものの星団有数の騎士団を擁する事からその名が知られている。以前はカーグ王国の一部であったが、2000年代初頭に内乱に明け暮れる王国にフィルモアとクバルカンの軍事介入が行われた時に3つに分裂し、その時に功績のあった騎士団長が公爵の位をフィルモアから授けられて建国した。現在は周囲の2国と緩い同盟関係を結び、カーグ連合を形成している。
星団暦2000年代にハスハ・ギーレル南部に領土を得たが、後のハスハ統一戦争で失われている。
魔導大戦にはハスハの旧領土奪還の名目で、バッハトマ側に付いて参戦している。筆頭騎士団はカーグ騎士団。筆頭騎士はアイオ・レーン。旗騎はグルーン・エルダグライン。主力騎はシャクター。
ロッゾ帝国
キーヤ大陸の大半を占める大国。首都はオラウド。超帝國時代には重産業地帯として発達してきた地域で、現在でも多数の産業都市を有する。かつてはスパチュラ国が存在していたが、AD世紀末期にナ・イ・ンがバスター・ランチャーを撃ち込んで消滅させた後、いくつもの産業都市国家が連合を組んで現在のロッゾ帝国を形成した。帝国の名を冠しているが、どちらかと言えば連邦制に近く、皇帝も連邦議会の選挙によって選ばれている。3031年現在の皇帝はレオ・ブーチェル。
ジュノーに広い領土を持っているため、魔導大戦ではフィルモアやクバルカン等とは違い、ハスハにおけるロッゾ帝国の地位向上のため参戦する。
なお、ネイパーや慧茄によって複数の部隊が壊滅させられているが、大国相手にも怯むことなく抗議し、賠償を獲得したようである。
筆頭騎士団はヴーグラ騎士団。筆頭騎士はダックナード・ボア・ジィ。旗騎はヘルマイネ。主力騎はバルンシャ、ツァイト。
ウモス国家社会主義共和国
「ウモス社会主義共和国連邦」とも（第13巻243ページ）。キーヤ大陸北西の荒涼とした地域に存在する国家。首都はプロコルハルム。デヴォンシャシリーズなど多数のMHを輸出している。カラミティでは比較的新しい国であり、フィルモアや隣国のロッゾから政争に敗れて追放されたりした人々が集まって「青い影」と呼ばれる政治結社を結成したのが始まりである。「青い影」はそのままウモス唯一の政党の名前となり、現在の一党独裁政治の中心となっている。また、この国の建国にはシステム・カリギュラが深く関わっている。3031年現在の元首はフォッケヴォルフ・ムックル総統。筆頭騎士団は青銅騎士団。旗騎は紫苑鋼。主力騎はデヴォンシャシリーズ多数。
アティア王国
キーヤ大陸北東に位置する小国。ミラージュ騎士団のイマラ・ロウト・ジャジャスはこの国の王女である。後に息子のジャコー・クォン・ハッシュが王となる。
アンザ首長連合
カラミティ星におけるニンジャ組織の本拠地。

惑星ペスタコ
太陽からかなり離れている上に、有毒ガスを含む大気により本来は居住には不適だったものの惑星改造により生存が可能となった。カラミティへの供給を目的とした工業星である。
A.K.D.の星団統一で侵攻されなかった唯一の惑星。崩壊したカラミティの住人が移住し、反アマテラス活動の拠点となっていく。

### スタント遊星
ジョーカー星団5番目の太陽。不規則な軌道で約1,500年周期に星団内に巡ってくる度に星団に大きな影響を与えている。その他の太陽に比べて非常に大きく、紫外線が放射される独特の恒星で、肉眼では黒い太陽にしか見えない。
惑星には太陽に近い軌道順に「緩（カー）」、「令（ヒョウ）」、「無（ナイン）」、「列（フー）」、「枝（シー）」、「膨（ホウ）」、「超（バスター）」があり、ナインとフー、シーとホウの間には小惑星帯が存在する。ナインはそれ自体が小型の太陽であり、さらに衛星として「環（アトール）」「信（ネードル）」を持つ。最外縁に位置するバスターについては、不定出現惑星とされ、星団では伝承のみの存在として実際に確認されていないが、スタント遊星が不定軌道なのはバスターの重力圏の影響と言われ、また衛星の数が113個という以外の一切のデータが消失しており、星団全てを支配する者のみがその正体を知りうるともされている。システム・カリギュラは元々はこの太陽系の調査を目的に結成されて住み着いた科学者集団である。

### フォーチュン
「緑の星」と呼ばれ、ザ・ウィル星団暦7777年に天照とラキシスが再会、結婚し、2人の娘カレンが誕生するとされている惑星。約30〜40億年後、天の川銀河とアンドロメダ銀河とが融合して誕生するミルクドロメダ・クエーサー超銀河のS51ティント球状星団シアノ太陽系内第四惑星を指す。

## 主要登場キャラクター
劇中には多くの騎士やファティマ、人間、人間以上の存在（ドラゴン、神、悪魔など）が登場する。

## その他設定
- F.S.S.のタイトルはスタント遊星を含む5つの恒星系、人類が居住可能な5つの惑星を指す。
- ジョーカーの軍隊は、3つのカテゴリーに分類される。地球における陸・海・空軍を統合した軍が地上軍。騎士のためにMH (GTM) を運搬する役目を負う宇宙軍、そして戦闘人種である騎士によってのみ構成される騎士団である。
- 星団の全ての恒星と人の住んでいる惑星は、全て同じ公転周期と公転速度を持つ。人類生存惑星の公転周期は365日である。この不自然な設定には明確な理由があることを匂わせる言葉が、「CHARACTERS #10 KNIGHT FLAGS」に炎の女皇帝の台詞として記載されている。ただし、このような裏設定が、物語において明らかにされる可能性は低いとする作者の考えも、同書には記載されている。FSSの物語をSFにしたくないというのが、その理由であるという。
- ジョーカーの各恒星はそれぞれ数光年離れており、星団の優れた科学力をもってしても、行き来には相応の時間がかかる。民間の宇宙船で1週間以上かかる。
- ジョーカーの人々の寿命は約300年である（平均寿命は280歳ほど）。成長・老化のプロセスが遅い（妊娠期間が1年4 - 6か月で成人までに約90年かかる）。そのため地球に比べて一人の人間が学業や修養に費やせる時間が長く（主に小学校に16年、中学校に8年、高校に8年、大学に10年の期間が設けられている）、科学技術や文化が高度に発達している一因となっている。
- ジョーカーの世界には宗教と呼べるものは登場しない。これは、『ファイブスター物語』自体がアマテラスという神の物語、つまり神話であるためで、神話に異教の神が登場しないことと同じである、と作者は説明している。ただ、ジョーカーを含むクラウン大銀河には神とみなされる存在が複数存在し、相互干渉している。ミカドとラキシスの最終形態である天照大神がJoker（スペクター）を作り出し、Jokerの役割がレディオス・ソープのスイッチを入れた後、監視者としてミカドとラキシスによる力の行使を制限するという、元々どちらが先だかわからない構図が存在する。
- 星団には原則として人種差別は存在しない。だが、騎士やファティマなどの異なる人々への嫌がらせは存在する。また出身がカラミティ、デルタベルン＞ボォス、アドラー、ジュノー（植民星）＞宇宙居住者というような構図が存在し、フィルモア元老院には詩女などは植民星たるボォスの下等な存在だとみなす向きもある。
- 天照家を中心に漢字を使用している場面が複数見られるが、現在のジョーカー太陽星団では漢字は一般的に使用されておらず、ほとんど模様として認識されている。ただし漢字文化自体は現存しており、一部のキャラクターの名前には漢字表記が存在し、古文という形で学校の授業科目の一つにもなっている。また、第3巻12ページから15ページにてソープやヴュラード達が乗った乗り合いバスの車掌の左腕には、「車掌」と書かれた腕章が描かれている。
- 劇中では仮名も登場している。リブート第4巻298ページには「有田みかん」と書かれた箱と「するめ」と書かれた袋が、第5巻30ページには「お立ち台」「和歌山みかん」と書かれた箱が描かれている。また、リブート第5巻244ページ、ヤクト・ミラージュのファティマ・コクピットのスクリーンには「だめっス」というメッセージが出ている。
- 第4話にはジョーカーのしもべの四大精霊として火精サラマンデル、地精コボルト、風精ジルフェ、水精ウンディーネが登場する（リブート4巻232-239ページ）。
- 第4話には"識者"としてゲーテが登場する（リブート4巻249ページ）ほか、アトロポス、ラキシス、クローソーの三女神の由来としてバランシェが"以前読んだ本"という形でギリシャ神話に触れられている（リブート4巻182-183ページ）。
- 永野自身は第4話を事実上の最終回と位置付けている（リブート5巻334ページ「永野護インタビューIV」）。
- 第5話に登場する"超帝国"の中国語らしき台詞は、第9巻奥付によれば北京語であるという。初掲載された『ニュータイプ』誌上においては、日本語の翻訳も併記されていた（その掲載はページの順番に編集のミスがあり、翌号の『ニュータイプ』に掲載され直したが、その時点では日本語訳は消されていた）。その他、英語、フランス語、ドイツ語、渋谷のスラングなどが、日本語訳を伴わずに作中で使われるが、それぞれが、インチキ外国語というわけではなく、ちゃんと日本語に翻訳可能な意味がある。3巻で変身ラキシスが語っていたフランス語の台詞は、ムグミカ王女が吟じる"フォーチュン"のことばと同じである。
- 現在の世界を題材にしている事象もある。第4話ではトッカータ中佐が交渉役としてアドルフ・トージョー・チャーチル・マッカーサーを名乗り、BGMとしてチャイコフスキーの花のワルツを流すように指示しているが、間違えてワーグナーのヴァルキューレの騎行を流している（リブート5巻29ページ）。また、ラインメタル、クルップも登場する（リブート5巻67ページ）。

## サイドストーリー
『ファイブスター物語』は、プロローグを除けば、基本的に星団暦2988年から時系列にストーリーが展開されている。しかし、回想や伝説、予知・予言等の形で、過去や未来の様々なストーリーが割り込んでいる。これらに関しては、神の視点から描かれる場合もあり、作品に登場する順序としては必然である事を、作者自身が述べている。第3話・第5話の一部のエピソードがそうであるが、他にも多数存在する。
プロムナード
第1話 Girly Girly!!モノローグ少女ちゃあの高校生活
単行本では11巻巻末に掲載されているストーリーで、実家を離れアルバイトをしながら学校生活を送っている女子高生ちゃあ・てぃを主人公にしたストーリーである。連載時はFSS本編の休載期間の代稿漫画の代稿を休載中の永野自身の漫画で補われたと奇妙な説明がなされていた。作者は「FSSとは無関係」としていたが、読者からは類似性が指摘されていた。実際のところ、本編と密接に関わる重要なエピソードである。
あらすじ
苦学勤労少女ちゃあは親類が理事長をしているメサ・ルミナス学園に通うごく普通の少女。友人からのメールの代筆やプレッツェル店でのアルバイトで小銭を稼ぐ日々。店の常連で卒業を目前にした学園のプリンスジョーディーから意味深な言葉を聞いてしまう。更に学園のクイーンキルスティン・スターの留年が確定し、学園一の問題児である彼女のお守りを任される。卒業生を送り出すプロムナードで給仕の仕事に勤しんでいたちゃあはジョーディーから思いも掛けずダンスに誘われチークを踊る。そこで彼が「決意」を「遺言」として語るのを聞いてしまう。学園の名誉理事長である大おじ様と話していたちゃあはジョーディーがキルスティンを振り切って去って行く姿を目撃してしまう。夏休みを目前にバイトに勤しむちゃあはジョーディーを追うというキルスティンに強引に連れ去られてしまう。
第2話 プリマクラッセ・ヒュートラン
単行本では12巻の巻末に掲載されているストーリーで、『プロムナード』の続編とFSS本編とつながる場面が交錯して描かれている。
あらすじ
キルスティンこと桜子に連れ出され、宇宙港で「友人」を待つちゃあ。そこに現れたのは絶世の美少女エミリィだった。「こんなのとどこで知り合ったの」と桜子に問われたちゃあはエミリィとの馴れ初めを語る。5年前、「公爵様」の館でメイドのバイトをしていたちゃあは同じくメイドをしていた超美少女にして超天才少女のエミリィに異様なくらいに懐かれてしまった。ちゃあの一生懸命さを見ていた執事のウッドにちゃあは「家を出る」という決意を打ち明ける。するとウッドは公爵の母が創立したメサ・ルミナス学園への推薦を斡旋する。ちゃあが公爵邸を去るという話を立ち聞きしたエミリィは夜になり、ちゃあを押し倒す。そして「なんでも言うことを聞くから“ご主人様”と呼ばせてください」と言う。
一方星団暦3031年のハスハ・ナカカラ。桜子がハラハラしながら見守る中、ちゃあの初陣が始まろうとしていた。パートナーの「エミリィ」こと、バランシェの最高傑作ファティマ「ヒュートラン」は「一番弱そうで動きの鈍いMH」を狙うようちゃあに指示するが、そのMHこそメヨーヨの主力MHアシュラ・テンプル。しかもヘッドライナーは天位騎士クライマー・パイドルという、弱いどころか桁外れに強い組み合わせだった。そこに「なぜ止めなかった」と訳知り顔の謎の少年が現れる。桜子は少年を相手に悪罵の限りを尽くす。ちゃあの駆る派手なGTMはホウライの繰り出すドラゴントゥースによって窮地に陥り、ヒュートランは回避のため演算を繰り広げるが「転んですべった拍子に剣が当たってドラゴントゥースを叩き切る」という結末でちゃあが一応の勝利を得る。そして、桜子は自分の話していた少年の素性を知って凍り付いてしまう。ちゃあの正体は天照家のプリンセスたるワスチャだった。
第3話 プロポーズでびっくり!!の巻
2013年の連載再開以降のストーリーで、単行本13巻に収録。新設定に準拠したFSS本編の一場面として描かれている。
あらすじ
桜子とはぐれてしまい連絡がつかないちゃあは大おじ様から聞き出した情報でナカカラ王国ムンスターに来ていたが、資金が底を尽き苦慮していた。出張中の預かり屋ユキノジョウの好意により、エミリィが預かり屋の過去の経理を賄うことで預かり代金がわりとさせて貰っていた。街に出たちゃあは一目で騎士とわかる連中に絡まれる。そこに颯爽と現れたのはちゃあの友人ジークだった。丸腰のジークに騎士たちは何者かの指示を受けて引き下がる。ジークと旧交を温めていたちゃあたちに大帝を名乗る偉そうな青年が近付く。メヨーヨ大帝クラーケンベールと名乗った青年にちゃあは毒づき、邪魔するなと言うが大帝は引き下がらず、食事で懐柔を図る。ちゃあが初陣で相手にしたホウライの敗戦を気に病む大帝はその席でちゃあにプロポーズするが、大帝のデリカシーのない言葉に怒ったちゃあは席を立つ。騎士を前にしても動じないジークに大帝は剣聖カイエンの洗礼を受けた二人の少年の話をしてジークを動揺させる。席に戻ったちゃあは仕返しと言って、大帝のヒゲが似合っていないと指摘。「そうか」と言ってつけヒゲを外す大帝にちゃあは仲直りと友情の証としてストラップを手渡し、同じ物をジークにも渡した。大帝が去った後、今度はジークのママが現れる。ジークママはジークとちゃあの関係を執拗に疑うが、ちゃあは大切な友人でとても人望があるとジークを褒めちぎる。ジークと別れたちゃあに「お見事です」と護衛役のフリーズが近付く。ちゃあの行為を政治問題化しようというフリーズをちゃあは制止する。一方、母親と久しぶりに対面したジークは母の変貌に驚き、「今のお母さん、好きです」と告げる。
登場人物
ちゃあ・てぃ（鼎）
メサ・ルミナス学園に通う、少しトロくてお人好しの女子高生。首からぶら下げたがま口が特徴。最弱クラスの騎士であり、桜子も知らないほど無名の騎士家の出。家の再興を掛け「ルミナスナイツ」を結成して魔導大戦に参戦したと言っているが、実際のところ恋するジョーディーを追ってその力になりたいと願っている。才能に恵まれていないというが「誰からも愛される」のが最大の取り柄。
本名はワスチャ・コーダンテ。アイシャの妹。天照家の皇位継承順位は公称3位。しかし、ミカドとファティマであるラキシスの間に世継ぎが生まれるはずもなく、アイシャは子供を産む気がないので実質的に皇位継承1位というプリンセス。
ジョーディー
メサ・ルミナス学園のプリンス。黒髪黒目に眼鏡をかけた美男子で学園の女子生徒たちの憧れの的。卒業後、大学に進学するかと思われていたがキルスティンを振り切って旅に出てしまう。ちゃあに特別なシンパシーを感じている。空港で派手な女性に呼び止められ、彼女と共にボォス入りした。
本名はヨーン・バインツェル。カステポーの黒き女神バーシャに鍛えられた一流の騎士。ファティマの魔性により人生を狂わされた悲劇の騎士。バーシャ（エスト）を取り戻すため黒騎士デコースに戦いを挑もうとしている。ナイアスにブーレイ傭兵騎士団入りを誘われるも断り、その後ちゃあの実姉アイシャと再会し、ミラージュ騎士となった。
キルスティン・スター
メサ・ルミナス学園のクイーン。学園一の問題児で成績優秀だがサボり癖が酷い。背が高く、高飛車で尊大。ちゃあのことはペットの後輩として可愛がっている。ジョーディーを追ってちゃあを連れて魔導大戦まっ最中のボォスに向かう。なお、出席単位が足りず、留年によりちゃあと同級生になることが確定している。
本名はナトリウム・シング・桜子。4大ファティママイト（ガーランド）の一人であり、アトール皇帝（詩女）フンフトの娘。かつてヨーンに下着を見られ、代わりに彼の下半身を見てしまった縁により、後にデコースに敗北し瀕死の重傷を負った彼の命を救った。その後、ヨーンに金銭的な支援を施してフェイツ公国で彼をルミナス学園に入学させる。プロムナードと本編ではちゃあと身長が入れ替わっている。ちゃあの正体を謎の少年ワルツ・エンデから聞かされ、数々の暴言に対する天照家の報復に怯えている。
ジーク
メサ・ルミナス学園の生徒会長。人望、人気ともに高く「ブラック・プリンス」と呼ばれている。ちゃあの後輩にあたるが「家を出た」という事情が似通っているせいで親しくしている。
本名はノルガン・ジークボゥ。フィルモア帝国の秘密に関わる重要人物で、ブラウ・フィルモア家の皇子。帝国で唯一人名乗ることを許された偉大な名を棄てている。ダイ・グと共に剣聖カイエンに天位を授けられた騎士。
エミリィ
さる公爵のお屋敷でメイド修行をしていたちゃあが出会った美少女。公爵の45人の養女の一人であり飛び抜けた才能を持つ。人見知りが激しい。ちゃあを一目で気に入ってしまい、「なんでもするからご主人様と呼ばせてください」と迫った。
正体はバランシェファティマでも最も謎とされ、最高傑作とされるファティマ・ヒュートラン。彼女に扱えないMH（GTM）はない。自己鍛錬プログラムを施されており、「最弱の騎士をパートナーに最強の騎士に勝つ」ことが生き甲斐。逆境が大好きで作者からはアホ呼ばわりされている。彼女の想像の遙か斜め上を行くちゃあのポンコツぶりに惚れ込んでいる。ソープとは犬語で話す。
ウッド
亡き公爵から館を預かる執事。ちゃあのメイド修行に付き合い、相談を受けてメサ・ルミナス学園を紹介した。
バランシェ公爵邸及びフェイツ公国を預かる執事。現当主たるバランシェ伯（ミース・シルバー）はボォス星トリストに館を構えるがそちらには行かず、アドラー星バストーニュに残っている様子。公の墓参りに来ていたボードが以前起こした「おでこちゃん事件」の際には黒髪・黒髭だったが、歳月を経て白髪・白髭になっている。
大おじ様
ちゃあにとっては雲の上の存在と言うべき親類。メサ・ルミナス学園の名誉理事長。
正体はアマテラスのミカド。ちゃあのことは幼少期からよーく知っており、そのポンコツ騎士ぶりも知っている。エミリィに頼まれてルミナス・ミラージュを貸し与えた。またご機嫌斜めでフロートテンプルの柱を囓りまくったラキシスの機嫌を直す知恵を授けたちゃあにご褒美としてヨーンの所在地を教えた。
謎の少年（ワルツ・エンデ）
ルミナスナイツの戦いぶりを見物していた少年。桜子のことは一方的に知っている様子で彼女に語りかける。彼のパートナーの名を聞いて桜子は凍り付いた。
正体はミカドからワスチャの護衛を命じられて送り込まれたF.U.ログナー。ルミナス・ミラージュとアシュラ・テンプルの戦闘後、調整のため城に戻り「フリーズ」と交替した。
クラーケンベール
メヨーヨ朝廷の若き大帝。自慢のホウライと天位騎士パイドルが派手な見た目の謎のGTMに敗北したことに落ち込み、ヘッドライナーであるちゃあを捜していた。名前を聞いてもまったく怯まず、大帝陛下をストーカー呼ばわりするちゃあを気に入り、妃にならないかとプロポーズ。デリカシーのない一言でちゃあを怒らせるが、仕返しとして「ヒゲが似合っていません」と言われてあっさり付けヒゲを外し、ちゃあから仲直りと友情の印として「ネギうどんギューピーちゃん」のストラップをジークと共に受け取る。
フリーズ
ちゃあの護衛役。姉のアイシャと同様に無一文同然でボォスに来てしまうというポカをやらかしたちゃあに「戦艦も一括払いで購入出来るカード」を届けた。
正体はミラージュ騎士でメナー王家の王女シトロン・メナー。
ジークママ
久しぶりに会う息子に気に入られたいがため少々盛りすぎた女性。ジークとちゃあの関係を執拗に疑う。

## 公式関連書籍

### 角川書店発行
月刊ニュータイプ
毎月10日発売の月刊アニメ雑誌、月刊ニュータイプにてファイブスター物語の本編が何度かの休載を挟んで連載されている。アニメーション『花の詩女 ゴティックメード』（略称GTM）の製作による長期休載中も関連の広告は毎月掲載されていた。2013年5月号から9年ぶりに連載再開。
単行本
現在18巻（ニュータイプ100%コミックス）まで刊行されている。なお、雑誌掲載時から削除・加筆されている部分が数多くある。
1巻と2巻は、それぞれ「1998 EDITION」、「2005 EDITION」として設定資料の記述が増補改訂されて再刊行されている。8巻も「2011年の数年前」にカラーページを差し替えた「改訂版」となっている。
I
1987年5月21日発行。ISBN 4-04-852061-X
「1998 EDITION」1998年9月30日発行（通巻58刷）。ISBN 978-4-04-852996-9
II
1988年7月1日発行。ISBN 4-04-852107-1
「2005 EDITION」2005年3月1日発行（通巻56刷）。ISBN 978-4-04-853822-0
III
1990年9月1日発行。ISBN 978-4-04-852275-5
IV
1991年10月1日発行。ISBN 978-4-04-852311-0
V
1992年11月20日発行。ISBN 978-4-04-852367-7
VI
1994年3月30日発行。ISBN 978-4-04-852468-1
VII
1995年4月30日発行。ISBN 978-4-04-852559-6
VIII
1997年2月28日発行。ISBN 978-4-04-852774-3
IX
1998年9月30日発行。ISBN 978-4-04-852957-0
X
2000年10月1日発行。ISBN 978-4-04-853249-5
XI
2003年4月30日発行。ISBN 978-4-04-853569-4
XII
2006年4月10日発行。ISBN 978-4-04-853950-0
XIII
2015年8月8日発行。ISBN 978-4-04-102242-9
XIV
2018年2月10日発行。ISBN 978-4-04-106207-4
XV
2019年12月10日発行。ISBN 978-4-04-108664-3
XVI
2021年10月8日発行。ISBN 978-4-04-111570-1
XVII
2023年3月10日発行。ISBN 978-4-04-113157-2
XVIII
2025年3月10日発行。ISBN 978-4-04-115810-4
リブート
連載25周年を迎えたのを記念して、既刊12巻分の内容を雑誌掲載時の構成に戻し、各話ごとの収録で刊行。初期デザインなどの未発表画稿も収録。サイズは従来の単行本と同サイズ。2011年2月から2012年3月まで7巻（ニュータイプ100%コミックス）が刊行。リブートと単行本の違いは、音楽で言うならリブート（連載）が「ライブ」、単行本が「アルバム」であり、連載再開後も単行本とリブートの両方を刊行し、リブートは単行本を2巻刊行ごとにまとめるとされている。
(1) LACHESIS
2011年2月10日発行。単行本版1巻より2巻P20までに相当。表紙はラキシス。ISBN 978-4-04-854609-6
(2) CLOTHO
2011年4月9日発行。単行本版2巻P23以降、3巻P165までに相当。表紙はクローソー。ISBN 978-4-04-854622-5
(3) TRAFFICS
2011年6月10日発行。単行本版3巻P166以降、4巻・5巻に相当。表紙は静。ISBN 978-4-04-854641-6
(4) ATROPOS 1
平成23年8月10日発行。単行本版6巻より7巻P149までに相当。表紙はラキシス。ISBN 978-4-04-854670-6
(5) ATROPOS 2
2011年10月8日発行。単行本版7巻P150以降、8巻までに相当。表紙はアトロポスとすえぞう。スピード感などの関係で単行本ではかなりの削除が行われてしまった部分も収録されている。特にアイシャの登場シーンの修正にはファンからの苦情が殺到し、永野本人も失敗だと認めた部分も連載当時のものに戻されている。ISBN 978-4-04-854698-0
(6) THE CHIVALRIES
2012年1月10日発行。単行本9巻より10巻P249までに相当。表紙はインタシティ（ハルペル）。ISBN 978-4-04-120043-8
(7) THE MAJESTIC STAND 1
2012年3月10日発行。単行本11巻・12巻に相当。表紙はヒュートラン。ISBN 978-4-04-120118-3
F.S.S.DESIGNS
連載開始から20年が経ち、最新の設定資料集として刊行された。当初の構想の後に創作した部分に従来の設定と矛盾する点が多々発生しているが、デザインズの設定が優先される。DESIGNS 1、2、3は「CHARACTERS」1から11の再編集版である。既刊7巻。
F.S.S. DESIGNS 1 EASTER；A.K.D.
第1巻。2005年9月20日発売。A4変型判176ページ。当物語の最大の主人公らの所属するイースター太陽系・惑星デルタ・ベルン＝A.K.D.に関連した部分を収録。作中に登場する神々についても触れている。表紙はアマテラス。ISBN 978-4-04-853881-7
F.S.S. DESIGNS 2 ADDLER：JUNO
第2巻。2007年7月10日発売。A4変型判192ページ。内容はイースター太陽系・惑星アドラーとサザンド太陽系・惑星ジュノーの2つの惑星に関連した部分。星団内全人類生存星の地理的解説、バランシェ・ファティマの全プロフィール、モーターヘッドの構造解説なども収録されている。当初はF.S.S. DESIGNS 2 ADDLER：JUNO：KALAMITY GODDERS（仮）というタイトルだったが、内容が当初の予定から増えたことで惑星カラミティ・ゴーダーズに関しては第3巻に移された。表紙はファティマ・クローソー。ISBN 978-4-04-854103-9
F.S.S. DESIGNS 3 KALLAMITY GORDERS：BOTH
第3巻。2008年9月25日発売。A4変型判208ページ。ノウズ太陽系・惑星カラミティ・ゴーダーズとウエスタ太陽系・惑星ボォスの物語に登場するほぼ全ての国家を収録。表紙はクリスティン・V。ISBN 978-4-04-854254-8
F.S.S. DESIGNS 4 覇者の贈り物 =GOTHIC MADE=
第4巻。2014年3月10日発売。B4判144ページ。内容として、キャラクターの年齢比較表を掲載。過去のデザインの総集編である前3冊と異なり、新規デザイン集である本書は、トイズプレス時代の作品集「CHARACTERS」のナンバリングを引き継いで与えられ「CHARACTERS XIII」でもある。ISBN 978-4-04-110530-6
初版に若干の表記ミスがあり、2020年4月1日に刊行された「2刷」で修正されている。
F.S.S. DESIGNS 5 LITTER.pict ジョーカー太陽星団・騎士図鑑
第5巻。2016年2月25日発売。B5変型判120ページ。内容として、ミラージュ、コーラス騎士団を除いた騎士団図鑑、ジョーカー太陽星団学校案内2016追加増補版（「ジョーカー太陽星団学校案内手帳」の改訂版）。前巻同様に「CHARACTERS」のナンバリングを引き継ぎ「CHARACTERS XIIII」でもある。「ジョーカー太陽星団学校案内手帳※再録に関する補足」に、2006年の時点でMHがGTMに置き換わることや「詩女」の存在が決まっていたとある。表紙はエンペラーズ・ハイランダー（クリスティン・V）。ISBN 978-4-04-103763-8
F.S.S. DESIGNS 6 Xross Jammer（クロス・ジャマー：情報妨害戦）
第6巻。2019年2月9日発売。A4変型判。内容として、エピソード「ツラック隊」に登場したGTMを中心に構成。ISBN 978-4-04-107991-1
F.S.S. DESIGNS 7 ASH DECORATION（アッシュ・デコレーション：灰の勲章）
第7巻。2024年3月8日発売。表紙はGTMデトネーター・ブリンガー（旧ヤクト・ミラージュ）。ISBN 978-4-04-114676-7
カレンダー
ゴティックメードの制作による休載中の新たな設定の公開を兼ねたカレンダーが発売された。通販専用商品。
F.S.S. SCHOOL DESIGNS ジョーカー太陽星団学校案内手帳（スクールカレンダー2007-2008付）
本編に登場する女性キャラクターの学校時代の制服のイラストと設定が収録された冊子に2007年度のカレンダーが付録する手帳セット。2006年9月から注文受付開始され、2007年2月に発売された。表紙はパナール・エックス。2014年に発売されたF.S.S. DESIGNS 4のあとがきの中で、新規デザインのみで構成されている本書が、最初から作品集「キャラクターズ12」として作られていたことが明かされた。
がんばれエスト スクールカレンダー 2008-2009
2008年度のカレンダー。星団歴2876年から3960年まで様々な所属を渡り歩いたファティマ・エストのその時々のファッションを12枚のイラストで紹介している。
ファイブスター物語 カレンダー2009
2009年のカレンダー。前年までとは違い2009との単年号表記であるが、表紙となっているクリスティン・Vのイラストの4月から始まる。
トレーサー
公認ファンブック。表紙等のデザインはリブートを踏襲している。
Ex.1
2012年10月10日発売。星団史上初と銘打った第1巻。表紙はアマテラス。ISBN 978-4-04-120478-8
Ex.2
2013年3月25日発売。表紙はAFタイフォン"アシリア・セパレート"。ISBN 978-4-04-120665-2 Newtype2013年5月号（4月10日発売）での連載再開に向けて、永野護、新作書き下ろし解説12ページ（CHARACTERS TRACER Ex.2）が収録され、「『ファイブスター物語』はトレーサー2のこのページを読まれた瞬間から再開です」と1ページにある。
ファイブスター物語 ニュータイプ100%コレクション (14)
1989年公開の劇場用アニメーションのフィルムダイジェスト、シナリオ、設定資料、スタッフインタビューを収録したムック。1989年3月10日発行。ISBN 4-04-705114-4
2003年のDVD発売にあわせて復刻されている。ISBN 978-4-04-853614-1
ファイブスター物語 EPISODE GUIDE 1986-1997
「トラン連邦大統領ミッション・ルースの知るところを余すことなく記録した」がコンセプト。1997年までの既出の資料を掲載したもの。1997年12月25日初版発行。ISBN 4-04-852779-7
The Five Star Stories ISSUE
ファイブスター物語連載15周年を記念して発行された『ニュータイプ』2001年6月号の増刊号。今までの『ニュータイプ』誌に掲載された永野護に関するページを集めたもの。『月刊ニュータイプ』1986年9月号付録『THE OFFICIAL ART OF The Five Star Stories』を復刻した別冊が付録される。
The Five Star Storie OUTLINE
先に発行された『The Five Star Stories ISSUE』の再版の要望があり、発行された。ISSUEに40ページを追加して再編集したムック。ISSUEから一部の内容が除かれているが、「ワイツミラージュ」や永野版ZZなどの没イラスト、富野由悠季との対談などが追加されている。2001年12月25日付初版発行。ISBN 4-04-853463-7
花の詩女 ゴティックメード ワールドガイド
2013年3月9日発売。ISBN 978-4-04-110403-3
花の詩女 ゴティックメード ファイブスター物語・ボォス451・フィルム・ワークス（仮称）
2015年〜2016年発売。

### トイズプレス発行
トイズプレス社は、『ニュータイプ』元編集長の佐藤良悦が北原照久と共同で1986年に設立した企業である。永野護は1987年より同社の副社長を務める。
キャラクターズ
デザイン画と設定解説を収録した設定資料集。漫画の休載期間は単行本やこれらの設定画集の制作に当てられている。「CHARACTERS #12」からは角川書店から刊行された新規作品集がナンバリングを引き継いでいる。
CHARACTERS #1 MIRAGE
第1話の内容を主とした設定資料集。1988年。A4変形。
CHARACTERS #2 COLUS
第2話の内容を主とした設定資料集。1988年。A4変形。
CHARACTERS #3 WATER DRAGON
事典。これを拡充して再編集したものがクロニクル・ファーストエディションである。現在絶版。1988年。A4変形。
CHARACTERS #4 FATIMA
ミラージュとミラージュファティマの設定集。1989年。A4変形。
JOKER 3100
従来の設定資料集とは趣を異にした、星団歴3100年代をコンセプトにした情景画集（キャラ、メカは永野。背景美術は池田繁美が担当）。1989年。B4判。
CHARACTERS #5 3159
永野が作編曲、演奏を手がけたイメージアルバム「MAMORU NAGANO」のメイキングと香港旅行記。1990年。A4変形。
CHARACTERS #6 TWIN TOWER
ヤクト・ミラージュ・グリーン・レフトの詳細な設定を主とした第4話前半の設定集。1993年。B4判。
CHARACTERS #7 DRAGON KLEIN
キャラクターズ・プラス全4冊に掲載された設定を一冊にまとめたもの。1992年。A4変形。
CHARACTERS #8 A.K.D.
ミラージュ騎士団ではなく、陸軍や宇宙軍といったA.K.D.軍解説及び第4話後半の設定集。1994年。A4変形。
CHARACTERS #9 PLASTICS STYLE
新型ファティマファッション、プラスティック・スタイルのデザイン画集、および第5話前半の設定集。1997年。B4判（プラスティック・スタイルへの変更はデカダン・スタイルが他のアニメや漫画で真似されたことへの反発で行われた）。
CHARACTERS #10 KNIGHT FLAGS
第5話後半から第6話への設定資料集。通常の設定集の倍のボリュームを誇る。初回版はソフトカバー仕様。2000年。B4判。
CHARACTERS #11 SMOKE WALLS
第6話ACT2に登場するデザイン画やフィルモア帝国組織図、MHの内部構造図解などをまとめた設定集。2003年。B4判。
テールズ・オブ・ジョーカー
アルファベット表記は「Tales of Joker」。略称はTOJ。
本編の再収録が主たる内容となった中綴じ形式の冊子。ニュータイプ誌と同サイズで、連載から数か月後に掲載されるが、単行本の方が先に刊行されたこともあった。また長期休載時には単行本から再録することもあった。当初は年3回の発行（1997年は2回）で、1999年の第15号から年4回となったが、2004年の第35号より年2回となり、本編の休載もあって第38号をもって休刊となっている。
表紙は、第1号から第10号までシル・ヴィス・レス・ヴィーナス。第11号以降は登場人物もしくはMHの設定カラーイラスト。表紙イラストのイメージカラーで枠取りがされていたが、第20号からは無くなった。第22号は表紙キャラクターの違いで3種類発売された。
1. ISBN 4-924930-71-7、1994年3月10日発行。
2. ISBN 4-924930-72-5、1994年7月10日発行。
3. ISBN 4-924930-73-3、1994年11月10日発行。
4. ISBN 4-924930-74-1、1995年3月25日発行。
5. ISBN 4-924930-75-X、1995年7月25日発行。
6. ISBN 4-924930-76-8、1995年12月20日発行。
7. ISBN 4-924930-77-6、1996年5月20日発行。
8. ISBN 4-924930-78-4、1996年9月20日発行。
9. ISBN 4-924930-79-2、1996年12月31日発行。
10. ISBN 4-924930-80-6、1997年6月20日発行。
11. ISBN 4-924930-81-4、1997年11月20日発行。表紙：クリスティン・V（幼少時と成人時）
12. ISBN 4-924930-82-2、1998年3月20日発行。表紙：イ・ヤーン・バッシュ
13. ISBN 4-924930-83-0、1998年8月28日発行。表紙：アサラム・スキーンズ
14. ISBN 4-924930-84-9、1998年11月28日発行。表紙：コンコード（エンプレス搭乗時のファティマスーツ）
15. ISBN 4-924930-85-7、1999年2月28日発行。表紙：サイレンF型（赤カラーリング）
16. ISBN 4-924930-86-5、1999年5月28日発行。表紙：ファティマ・バーシャ
17. ISBN 4-924930-87-3、1999年8月28日発行。表紙：峡楼姫
18. ISBN 4-924930-88-1、1999年11月28日発行。表紙：ファティマ・チャンダナ（デカダン・スタイル）
19. ISBN 4-924930-89-X、2000年2月28日発行。表紙：ファティマ・チャンダナ（プラスティック・スタイル）
20. ISBN 4-88775-120-6、2000年5月28日発行。表紙：エンゲージ・オクターバーSR1
21. ISBN 4-88775-121-4、2000年8月28日発行。表紙：レッド・ミラージュV3 インフェルノ・ナパーム
22. ISBN 4-88775-122-2、2000年11月28日発行。表紙：AUGE or フランベルジュ・テンプル or アルカナ・サイレン
23. ISBN 4-88775-123-0、2001年2月28日発行。表紙：アンカー・クイーン
24. ISBN 4-88775-124-9、2001年5月28日発行。表紙：クロス・ミラージュ雄型
25. ISBN 4-88775-129-X、2001年8月28日発行。表紙：ファティマ・ヴィン・ティン（プラスティック・スタイル）
26. ISBN 4-88775-126-5、2001年11月28日発行。表紙：アルル・フォルティシモ・メロディ4
27. ISBN 4-88775-127-3、2002年2月28日発行。表紙：ファティマ・コロナ（プラスティック・スタイル）
28. ISBN 4-88775-128-1、2002年5月28日発行。表紙アイシャ・ルーマー
29. ISBN 4-88775-129-X、2002年8月28日発行。表紙：ファティマ・霧姫（プラスティック・スタイル）
30. ISBN 4-88775-130-3、2002年11月28日発行。表紙：ファティマ・ベルクト（プラスティック・スタイル）
31. ISBN 4-88775-131-1、2003年2月28日発行。表紙：ミューズ・バン・レイバック
32. ISBN 4-88775-132-X、2003年5月28日発行。表紙：ワスチャ・コーダンテ
33. ISBN 4-88775-133-8、2003年8月28日発行。表紙：エンゲージ・オクターバーSR3
34. ISBN 4-88775-134-6、2003年11月28日発行。表紙：マロリー・ハイアラキ
35. ISBN 4-88775-135-4、2004年2月28日発行。表紙：ノンナ・ストラウス
36. ISBN 4-88775-136-2、2004年11月20日発行。表紙：ブーレイT-233
37. ISBN 4-88775-137-0、2005年6月20日発行。表紙：ダイ・グ・フィルモア5
38. ISBN 4-88775-138-9、2005年11月28日発行。表紙：ファティマ・ヒュートラン（デカダン・スタイルとプラスティック・スタイル）

テールズ・オブ・ジョーカー・エクストラ
アルファベット表記は「Tales of Joker #EXTRA」。TOJの特別版。ワンダーフェスティバルで配布されたエクストラと一般販売されたエクストラ・エクストラとがある。内容は一部違う。現在のところ1種のみ。表紙はアウクソー。エクストラ・エクストラの表紙背景色はTOJシリーズ唯一の赤。
- Tales of Joker #EXTRA、ISBN 4-88775-119-2、2002年2月3日発行。
- Tales of Joker #EXTRA:EXTRA、ISBN 4-88775-119-2、2002年2月28日発行。

キャラクターズプラス
第3話の設定やデザイン画・漫画のメイキング、永野のインタビュー、井上伸一郎のエッセイ「マモルマニア」の連載などで構成される従来のキャラクターズを分冊、定期刊行化した実験的な書籍。
CHARACTERS PLUS 1
1991年。A4変形。
CHARACTERS PLUS 2
1991年。A4変形。
CHARACTERS PLUS 3
1991年。A4変形。
CHARACTERS PLUS 4
1992年。A4変形。
クロニクル
ファイブスター物語の事典。キャラクターズ第3号に掲載された事典を別シリーズとして独立させたもの。
クロニクル・ファーストエディション1990
キャラクターズ#3の続巻。
クロニクル・ファーストエディション1990・ライト
ファーストエディションを製本仕様の軽装化と一部内容削除により価格を下げたもの。
クロニクル2
電子ブック。
クロニクル・ファーストエディション1993プラス
クロニクル・ライトの未収録集。ライトでファーストエディションから削除した部分を収録。双方でクロニクル2相当になる。
クロニクル3
EPWING形式の電子ブック。パソコン用の検索プログラムが同梱されるようになった。
クロニクル2005
クロニクル2007
最新版。単行本12巻までの内容を反映させた内容だが、やや遅れて刊行されたF.S.S.DESIGNS 2とは若干異同がある。
BEST OF FSS
コミックスの名場面集。
MORE BEST OF FSS
単行本第1巻から第12巻に登場するモーターヘッドを全騎紹介。
FACTORYS
MHやファティマ模型の写真、原型師やメーカー各社の記事で構成されたいわばMH写真集。
FACTORYS
1990年発行。
FACTORYS2004
2004年発行。※2007年に新装版
2001年から2004年までに発売されたキットの紹介。
谷明原型「ナイトオブゴールド」レジンキットの48ページにわたる組立解説書を掲載。
FACTORYS2007
2007年発行。
海洋堂、キャスト、ウェーブ、ボークス、各メーカーの新旧レッドミラージュを収録。
FACTORYS2010
2010年発行。
2007年から2010年までに発売されたキットの紹介。
FACTORYS2012
2012年発行。
『ファイブスター物語』モデルキット誕生25周年。「FACTORYS」としては最終号。

## 劇場用アニメーション
1989年3月11日に東宝系で上映された。上映時間は66分。併映は『宇宙皇子（地上編）』。
原作の第1話（単行本第1巻）をアニメ化。キャラクターデザイン・作画監督を担当した結城信輝のもと、緻密な作画によってストーリーを再現している一方、原作以上に凄惨な人体損壊描写も散見される。なお、冒頭のシーンは原作とは異なり、2代目黒騎士ロードス・ドラクーンがパートナーのファティマ・エストと共にMHバッシュ・ザ・ブラックナイトを駆るという展開になっている。
主題歌「瞳の中のファーラウェイ」の歌唱は、アイドル歌手時代の長山洋子が担当した。
なお、上映開始までは『宇宙皇子（地上編）』の方が注目されていたが、上映開始後は本作の方が注目されていたという。
以下、正式名称ではなくスタッフロール準拠。

### 声優
- ソープ - 堀川亮
- ラキシス - 川村万梨阿
- Dr.バランシェ - 田中秀幸
- ボード・ヴュラード - 若本規夫
- ユーバー大公 - 永井一郎
- コーラス三世 - 井上和彦
- クローソー - 佐久間レイ
- アイシャ - 佐々木るん
- スパコーン - 中多和宏
- リイ・エックス - 鷹森淑乃
- ノーミン - 速水奨
- グラファイト - 広瀬正志
- リトラー - 鵜飼るみ子
- メガエラ - 横尾まり
- ビョイト - 田原アルノ
- デコース - 中尾隆聖
- トローラ - 二又一成
- 男A-G - 島香裕・山寺宏一・西村智博・菅原正志・阪東耕一郎・茶風林・梁田清之
- ナレーション - 中西妙子
- アトロポス - （スタッフロールに記載なし）

### スタッフ
- 製作：角川春樹・角川書店
- 企画：田宮武
- 脚本：遠藤明範
- キャラクターデザイン・作画監督：結城信輝
- 美術監督：金子英俊
- 撮影監督：三沢勝治・古林一太
- 音響監督：浦上靖夫
- 音楽：朝川朋之
- プロデューサー：植田益朗
- 監督：やまざきかずお
- 製作協力：サンライズ

### 主題歌
「瞳の中のファーラウェイ」
作詞：川村真澄 / 作曲：石田正人 / 編曲：西平彰 / 歌：長山洋子
シングルは1989年2月21日にビクター音楽産業から発売。また、ミニアルバム（マキシシングル）も1989年6月7日にビクター音楽産業から発売。

### 映像ソフト
- VHS・Beta・レーザーディスク - 東宝から発売
- DVD - 2003年4月17日発売（発売：角川書店 / 販売：アトラス） / 2008年4月25日に再発売
- Blu-ray Disc - 2009年11月27日発売（発売：角川映画） / 2012年10月10日に再発売[注 29]

### サウンド・トラック
- [Victor YDR-1598] ファイブスター物語 オリジナル・サウンド・トラック， 音楽：朝川朋之 （1989年）

1. プロローグ
2. ソープのテーマ
3. AT THE SUNRISE
4. 優雅なる脱走
5. ファティマのテーマ
6. FIVE STAR MEMORIES
7. DESTINY
8. 瞳の中のファーラウェイ
9. DO YOU BELIEVE IN LOVE？
10. 光と影
11. 黄金のモーターヘッド
12. 宇宙を越えて
13. エピローグ〜ファイブスター物語〜

## イメージ アルバム

### シングル
- [Columbia 15CC-8052 Mini Album] 川村万梨阿 The Five Star Stories（1988年）

1. 瞳のなかで 〜Dancin’ Eyes〜 , 作詩：永野護, 作曲・編曲：上田薰, 歌：川村万梨阿。
2. 抱きしめて運命 , 作詩：竜真知子, 作曲：鈴木キサブロー, 編曲：美野春樹, 歌：川村万梨阿。
3. 夢のなかで –Gitano- , 作詩：川村万梨阿, 作曲・編曲：根岸孝旨, 歌：川村万梨阿。
4. Lavender Boat , 作詩：川村万梨阿, 作曲：吉良知彦, 編曲：斉藤貴文、根岸孝旨, 歌：川村万梨阿。

- [Columbia CODC-8552] The Five Star Stories English Version 風のささやき Lonely Confession c/w 瞳のなかで 〜Dancin’ Eyes〜（1990年）

1. 風のささやき Lonely Confession , 作詩・作曲：松尾一彥, 編曲：清水信之, 詩英訳：Mary Stickels, 歌：VINDY CHAN。
2. 瞳のなかで 〜Dancin’ Eyes〜 , 作詩：Mary Stickels, 作曲：上田薰, 編曲：松下一也, 歌：VINDY CHAN。

### アルバム
- [Columbia 32CC-1626] The Five Star Stories（1987年5月21日）
  1. DREAM STARTS , 作曲・編曲：上田薰。
  2. GIRLS OF 76 COLORS , 作曲・編曲：上田薰。
  3. GOD OF GROUND , 作曲・編曲：上田薰。
  4. GOD OF AIR , 作曲・編曲：上田薰。
- [Columbia 32CC-2500] The Five Star Stories グリーン＆ゴールド GREEN and GOLD（1988年6月21日）
  1. WONDER STORY , 作曲：永野護, 編曲：根岸孝旨、高田弘太郎, 作詩・歌：川村万梨阿。
  2. LANDSCAPE , 作曲：木村真紀, 編曲：横田龍一郎、根岸孝旨, 作詩・歌：川村万梨阿。
  3. NIGHTINGALE FOREST , 作曲：KOJI SHIKANO, 編曲：根岸孝旨、高田弘太郎, 作詩・歌：川村万梨阿。
  4. UNDINE , 作曲：横田龍一郎, 編曲：横田龍一郎、根岸孝旨, 作詩・唄：川村万梨阿。
  5. DREAM LOVERS , 作曲：木村真紀, 編曲：根岸孝旨、高田弘太郎, 作詩・歌：川村万梨阿。
  6. RAPUNZEL・RAPUNZEL , 作曲：根岸孝旨, 編曲：根岸孝旨、高田弘太郎, 作詩・歌：川村万梨阿。
  7. WINDY TALES ，作曲：吉良知彦。
  8. GITANO , 作曲：根岸孝旨, 編曲：根岸孝旨、高田弘太郎, 作詩・唄：川村万梨阿。
  9. GREEN and GOLD , 作曲：根岸孝旨, 編曲：根岸孝旨、斉藤貴文, 作詩・歌：川村万梨阿。
  10. BURNING BLUE , 作曲：永野護, 編曲：根岸孝旨、高田弘太郎, 作詩・歌：川村万梨阿。
  11. 夢のなかで –Gitano- [Bonus Track - Columbia COCX-37660（2012年10月31日 version）] 作詩：川村万梨阿, 作曲・編曲：根岸孝旨, 歌：川村万梨阿。
  12. Lavender Boat [Bonus Track - Columbia COCX-37660（2012年10月31日 version）] 作詩：川村万梨阿, 作曲：吉良知彦, 編曲：斉藤貴文、根岸孝旨, 歌：川村万梨阿。
- [Columbia COCC-6546] MAMORU NAGANO The Five Star Stories 永野護 ザ・ファイブ・スター・ストーリー （1990年9月21日）, 原作・作曲・編曲・演奏：永野護, Vocal：川村万梨阿。
  1. thirtyone-fiftynine NOISE-STAND-FLAME DAYS
  2. EAL,EL,L
  3. LEFTSIDE-MIRAGE
  4. WHITE (A,onE)
  5. BABY SITTER
  6. “SYLBIS” you beautiful!
  7. 瞳のなかで 〜Dancin’ Eyes〜 [Bonus Track - Columbia COCX-37661（2012年10月31日 version）] 作詩：永野護, 作曲・編曲：上田薰, 歌：川村万梨阿。
  8. 抱きしめて運命（デスティニー）[Bonus Track - Columbia COCX-37661（2012年10月31日 version）] 作詩：竜真知子, 作曲：鈴木 キサブロー, 編曲：美野春樹, 歌：川村万梨阿。